# Montbazon
Cet article possède un paronyme, voir Montbozon.
Montbazon est une commune française située dans le département d'Indre-et-Loire, en région Centre-Val de Loire.
Le premier événement majeur dans l'histoire de Montbazon est la construction, à l'initiative de Foulques Nerra, d'un site castral en haut d'un promontoire à la fin du Xe ou au début du XIe siècle. À ses pieds, l'espace se structure en un bourg pendant tout le Moyen Âge avec notamment, au XVe siècle, l'édification d'une enceinte. Vers 1550, la paroisse de Montbazon est créée et, à la fin du XVIe siècle, la seigneurie devient un duché pairie. La route royale d'Espagne de Paris aux Pyrénées traverse la ville au milieu du XVIIIe siècle et la présence de cet axe de communication, devenu N 10 s'avère déterminante au moment des Trente Glorieuses : Montbazon est d'un accès facile pour les personnes travaillant à Tours. La population municipale montbazonnaise augmente sans cesse depuis lors et, en 2022, elle atteint 4 839 habitants.
Le site castral fondé par Foulques Nerra et dont les propriétaires les plus connus sont Hercule de Rohan-Montbazon (XVIe siècle) ou William Perry Dudley (XXe siècle) constitue l'élément patrimonial le plus remarquable de la commune. S'y ajoutent plusieurs châteaux et manoirs comme le château d'Artigny, reconstruit par son propriétaire, le parfumeur François Coty des années 1910 à 1934.

## Géographie

### Localisation et communes limitrophes
Montbazon est situé sur le cours moyen de l'Indre. La ville se trouve à environ 12 km au sud de Tours, « à vol d'oiseau ». Dans la partie centrale du canton de Monts, elle est rattachée à l'unité urbaine, au bassin de vie, à l'aire urbaine et à la zone d'emploi de Tours. Seules trois communes sont limitrophes de Montbazon, Veigné l'entourant très largement du nord-ouest au sud-est.
|       |         | Veigné |
| Monts | Monts   |        |
|       | Sorigny |        |

| - OpenStreetMap Montbazon et son environnement. - Montbazon et ses communes limitrophes.. - Montbazon (en rouge) dans le canton de Monts (en vert). |

### Géologie et relief
- Bourg
- Limites communales

Carte géologique simplifiée de Montbazon.
Bourg
c4-6B : craie blanche (Turonien)
c4-6S : argiles à silex (Sénonien)
e7-Re7 : calcaire lacustre de Touraine (Ludien)
eP : éboulis des plateaux (Tertiaire)
N : sables éoliens (Quaternaire)
Fx-y : alluvions de terrasses (Quaternaire)
Fz : alluvions récentes (Quaternaire)

La géologie de Montbazon repose sur une succession de strates sédimentaires crétacées caractéristiques du sud du Bassin Parisien. Un peu plus tard, au Ludien, c'est cette fois du calcaire lacustre (e7) qui se dépose et qui donne son unité géologique à cette partie de la Touraine, la Champeigne, en comblant une fosse géologique formée à l'est de Veigné (synclinal de Courçay) ; ce calcaire lacustre, localement très dégradé (Re7), parfois meuliérisé, est présent sur une épaisseur atteignant 7 m. Se rencontrent également, mais très localement, des sables éoliens (N) du Quaternaire. L'Indre a profondément entaillé toutes ces strates sédimentaires jusqu'aux assises crétacées, craie blanche (C4-6B) du Turonien ou argiles à silex (C4-6S) du Sénonien, ces deux dernières formations étant parfois démantelées en éboulis (eP) vers l'aval de l'Indre. Au nord du territoire, un profond méandre de cette rivière est caractérisé par la présence, dans sa boucle, d'alluvions anciennes de terrasses (Fx-y) déposées lors des glaciations quaternaires de Mindel, Riss et Würm — des gravières furent un temps exploitées —, alors que les alluvions plus récentes (Fz) occupent le lit majeur de la rivière.
La forme particulière du territoire montbazonnais, comme encastré dans celui de Veigné, est dû à la création de la paroisse qui, vers 1550, s'est faite aux dépens de celle de Veigné. Montbazon est une commune de petite taille, près de deux fois et demie plus exiguë que la moyenne des communes françaises.
Le plateau qui culmine à 92 m au sud-est du territoire, descend vers l'Indre, en pente douce à l'est, de manière plus abrupte à l'ouest. La vallée de l'Indre, pour sa part, se développe entre 55 m en amont et 52 m en aval. L'éperon qui supporte le site castral domine la vallée de l'Indre d'une trentaine de mètres.

### Hydrographie

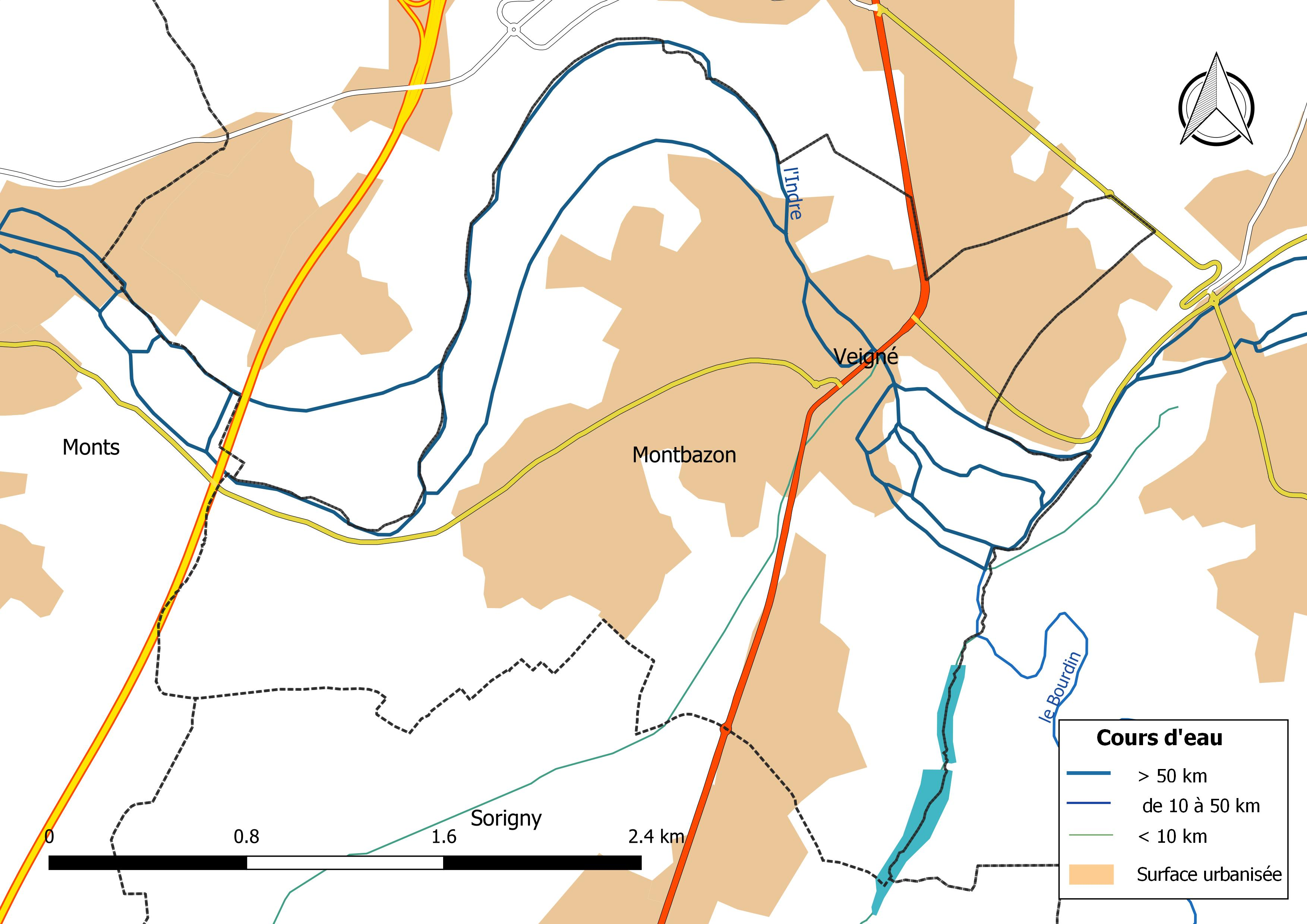
Réseau hydrographique de Montbazon.

La commune est traversée d'est en ouest par l'Indre (6,038 km). Le réseau hydrographique communal, d'une longueur totale de 14,28 km, comprend un autre cours d'eau notable, le Bourdin (0,274 km), et quatre petits cours d'eau pour certains temporaires,.
L'Indre, d'une longueur totale de 279,4 km, prend sa source à une altitude de 453 m sur le territoire de Saint-Priest-la-Marche dans le département du Cher et se jette dans la Loire à Avoine, après avoir traversé 58 communes. Les crues de l'Indre sont le plus souvent de type inondation de plaine. Sur le plan de la prévision des crues, la commune est située dans le tronçon de l'Indre tourangelle, dont la station hydrométrique de référence la plus proche est située à Monts. Le débit mensuel moyen (calculé sur 14 ans pour cette station) varie de 4,51 m3/s au mois de septembre à 34 m3/s au mois de février. Le débit instantané maximal observé sur cette station est de 236 m3/s le 2 juin 2016, la hauteur maximale relevée a été de 5,56 m ce même jour,.
Ce cours d'eau est classé dans les listes 1 et 2 au titre de l'article L. 214-17 du code de l'environnement sur le Bassin Loire-Bretagne. Au titre de la liste 1, aucune autorisation ou concession ne peut être accordée pour la construction de nouveaux ouvrages s'ils constituent un obstacle à la continuité écologique et le renouvellement de la concession ou de l'autorisation des ouvrages existants est subordonné à des prescriptions permettant de maintenir le très bon état écologique des eaux. Au titre de la liste 2, tout ouvrage doit être géré, entretenu et équipé selon des règles définies par l'autorité administrative, en concertation avec le propriétaire ou, à défaut, l'exploitant,.
Sur le plan piscicole, l'Indre est classée en deuxième catégorie piscicole. Le groupe biologique dominant est constitué essentiellement de poissons blancs (cyprinidés) et de carnassiers (brochet, sandre et perche).

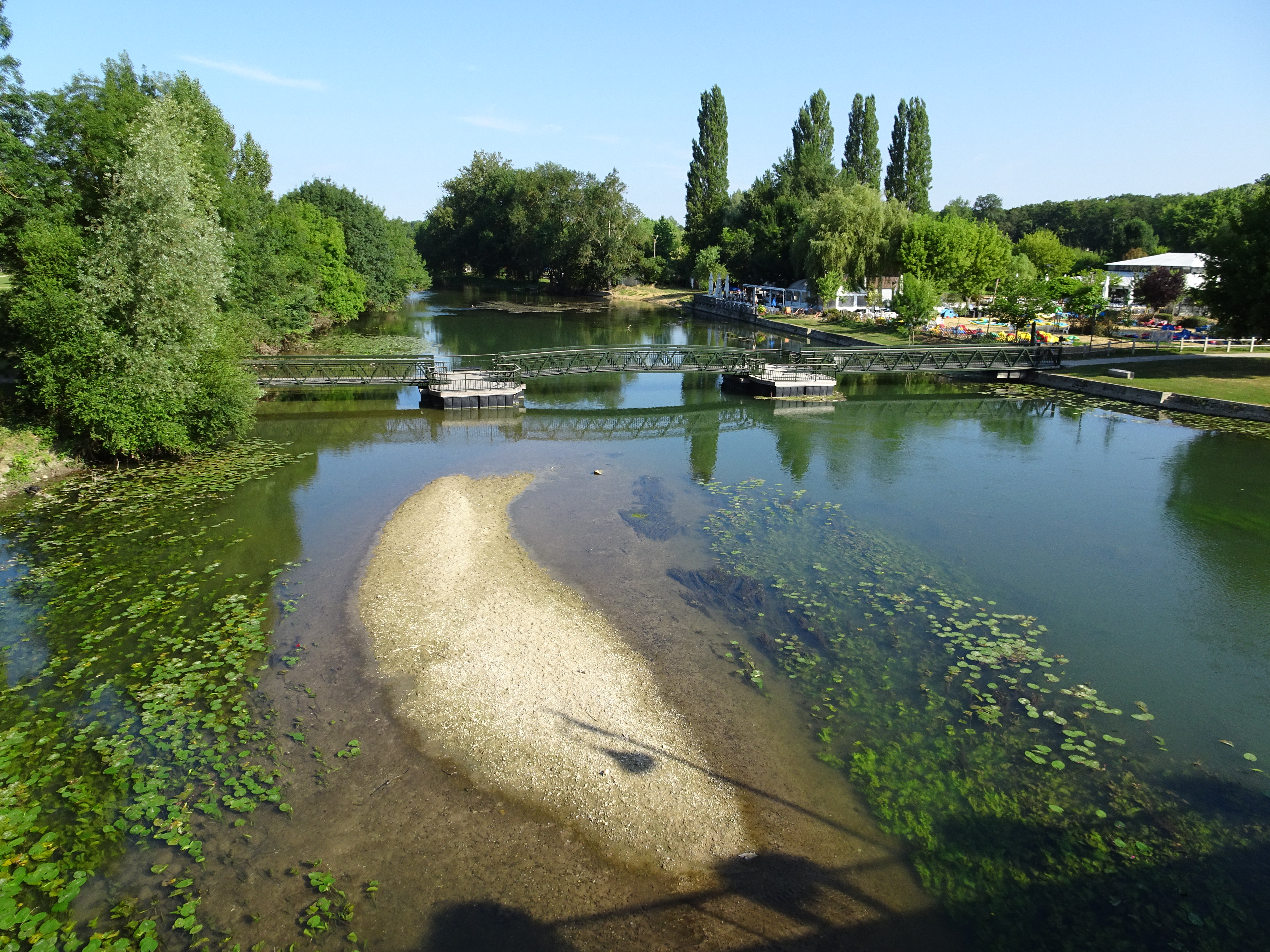
L'Indre à Montbazon (juillet 2016).

Le Bourdin, d'une longueur totale de 14,8 km, prend sa source dans la commune de Louans et se jette dans l'Indre à Veigné, après avoir traversé 5 communes.
Sur le plan piscicole, le Bourdin est également classé en deuxième catégorie piscicole.
En 2019, la commune est membre de la communauté de communes Touraine Vallée de l'Indre qui est elle-même adhérente au syndicat d'aménagement de la vallée de l'Indre. Créé par arrêté préfectoral du 12 septembre 1985 à la suite des crues historiques de décembre 1982 et janvier 1983, ce syndicat a pour vocation d'une part l'atteinte du bon état écologique des cours d'eau par des actions de restauration de zones humides et des cours d'eau, et d'autre part de participer à la lutte contre les inondations par des opérations de sensibilisation de la population ou de restauration et d'entretien sur le lit mineur, et sur les fossés situés dans le lit majeur de l'Indre appelés localement « boires », et de l'ensemble des cours d'eau du bassin versant de l'Indre.
Deux zones humides ont été répertoriées sur la commune par la direction départementale des territoires (DDT) et le conseil départemental d'Indre-et-Loire : « la vallée de l'Indre : de la RN10 à l' A10 » et « la vallée de l'Indre : des Prés Germains à la Vennetière »,.

### Climat
Pour des articles plus généraux, voir Climat du Centre-Val de Loire et Climat d'Indre-et-Loire.
En 2010, le climat de la commune est de type climat océanique dégradé des plaines du Centre et du Nord, selon une étude du CNRS s'appuyant sur une série de données couvrant la période 1971-2000. En 2020, Météo-France publie une typologie des climats de la France métropolitaine dans laquelle la commune est exposée à un climat océanique altéré et est dans la région climatique Moyenne vallée de la Loire, caractérisée par une bonne insolation (1 850 h/an) et un été peu pluvieux.
Pour la période 1971-2000, la température annuelle moyenne est de 11,1 °C, avec une amplitude thermique annuelle de 14,6 °C. Le cumul annuel moyen de précipitations est de 663 mm, avec 10,8 jours de précipitations en janvier et 6,7 jours en juillet. Pour la période 1991-2020, la température moyenne annuelle observée sur la station météorologique de Météo-France la plus proche, sur la commune de Fondettes à 16 km à vol d'oiseau, est de 11,9 °C et le cumul annuel moyen de précipitations est de 725,7 mm,. Pour l'avenir, les paramètres climatiques de la commune estimés pour 2050 selon différents scénarios d'émission de gaz à effet de serre sont consultables sur un site dédié publié par Météo-France en novembre 2022.

### Paysages naturels et biodiversité

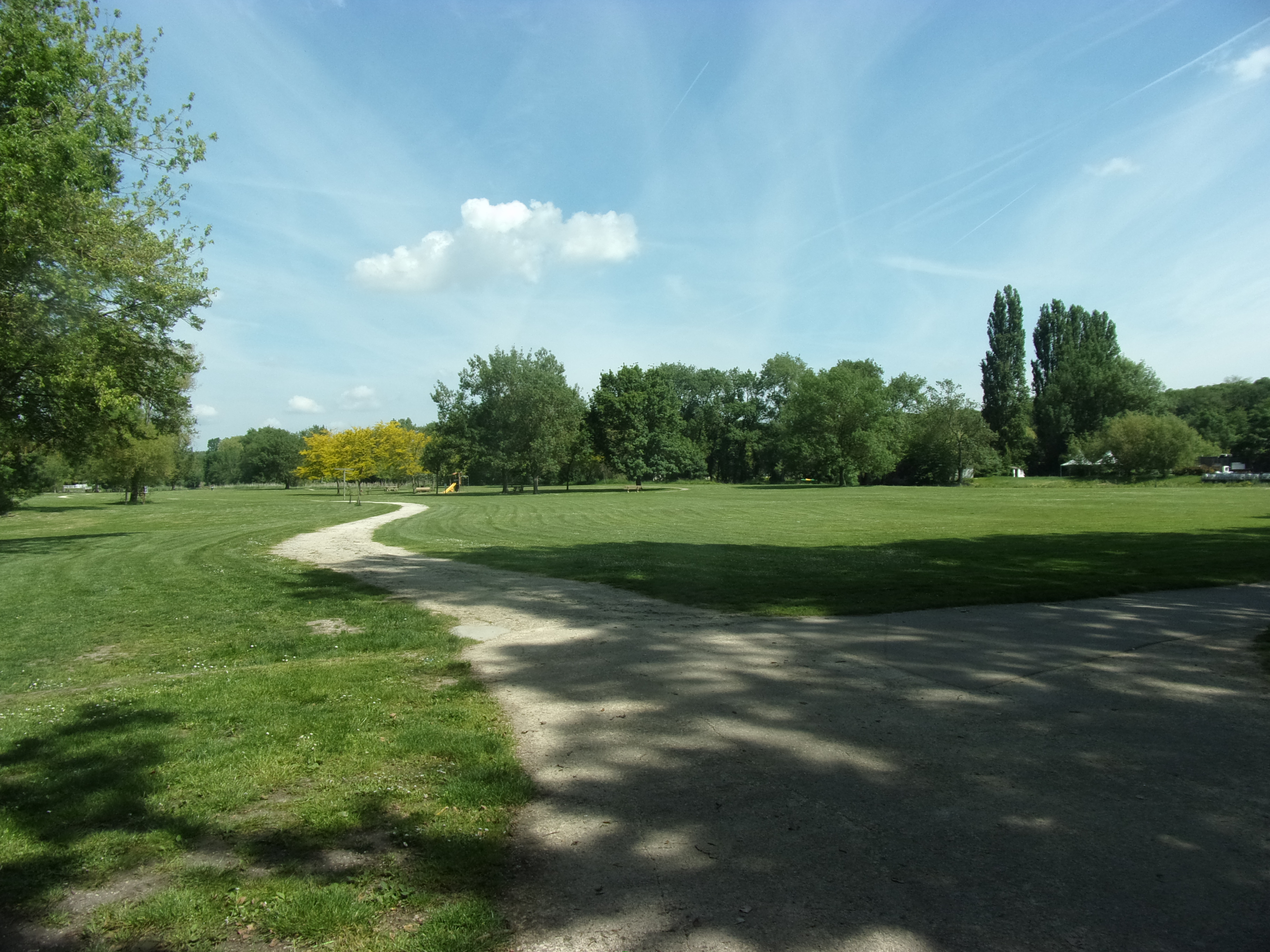
Site naturel inscrit.

Bois et forêts représentent près de 30 % de la surface communale, soit un pourcentage sensiblement égal à celui des prairies et des terres agricoles, alors que les zones urbanisées et industrielles occupent presque 40 % de la superficie de la commune. Les prairies sont principalement cantonnées dans la vallée inondable de l'Indre, les espaces boisés se rencontrant également au bord de l'Indre, mais aussi sur les franges méridionales du territoire.
L'« Indre et ses abords au pont de Montbazon », caractérisés par une pelouse munie de quelques aménagements en aval du pont et bénéficiant de rives plantées d'arbres de part et d'autre de l'ouvrage, constituent un site naturel inscrit depuis 1943 sur près de 10 ha ; les roselières du bord de l'Indre constituent un important abri faunistique. Les coteaux calcaires de la rive gauche de l'Indre abritent une flore particulière où se retrouvent plusieurs espèces d'Orchidées sauvages et des plantes rares dans la région comme la Digitale jaune ou l'Élatine fausse alsine.

## Urbanisme

### Typologie
Au 1er janvier 2024, Montbazon est catégorisée ceinture urbaine, selon la nouvelle grille communale de densité à sept niveaux définie par l'Insee en 2022.
Elle appartient à l'unité urbaine de Tours, une agglomération intra-départementale regroupant 38  communes, dont elle est une commune de la banlieue,,. Par ailleurs la commune fait partie de l'aire d'attraction de Tours, dont elle est une commune de la couronne,. Cette aire, qui regroupe 162 communes, est catégorisée dans les aires de 200 000 à moins de 700 000 habitants,.

### Occupation des sols
L'occupation des sols de la commune, telle qu'elle ressort de la base de données européenne d’occupation biophysique des sols Corine Land Cover (CLC), est marquée par l'importance des territoires artificialisés (45,3 % en 2018), en augmentation par rapport à 1990 (36,3 %). La répartition détaillée en 2018 est la suivante : zones urbanisées (38,3 %), forêts (27,4 %), prairies (17,9 %), zones industrielles ou commerciales et réseaux de communication (7 %), zones agricoles hétérogènes (5,3 %), terres arables (4,1 %). L'évolution de l’occupation des sols de la commune et de ses infrastructures peut être observée sur les différentes représentations cartographiques du territoire : la carte de Cassini (XVIIIe siècle), la carte d'état-major (1820-1866) et les cartes ou photos aériennes de l'IGN pour la période actuelle (1950 à aujourd'hui).

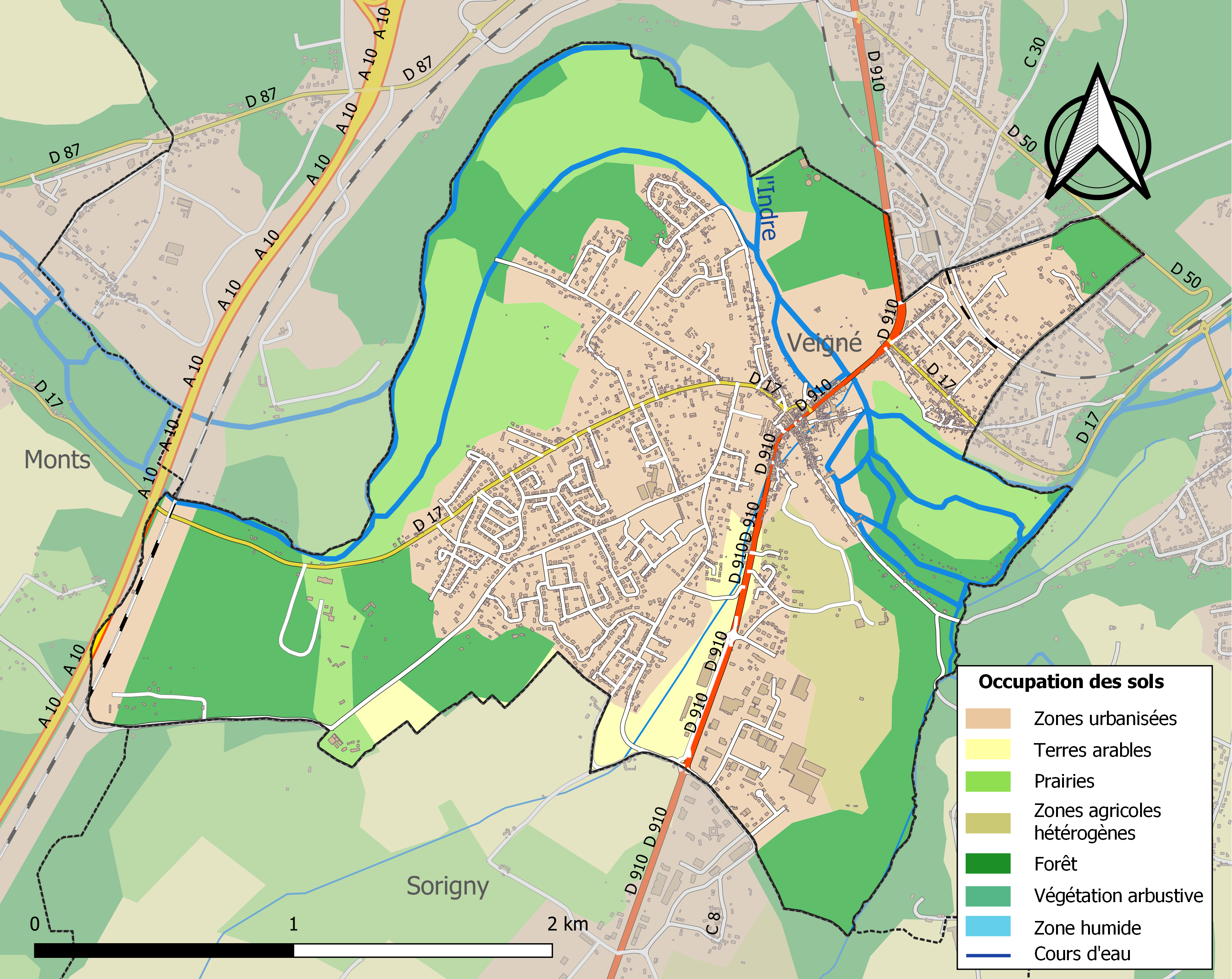
Carte des infrastructures et de l'occupation des sols de la commune en 2018 (CLC).

### Logement
Le tableau ci-dessous présente une comparaison de quelques indicateurs chiffrés du logement pour Montbazon et l'ensemble de l'Indre-et-Loire en 2017,.
|                                                        | Montbazon | Indre-et-Loire |
| ------------------------------------------------------ | --------- | -------------- |
| Parc immobilier total (en nombre d'habitations)        | 2 012     | 321 881        |
| Part des résidences principales (en %)                 | 90,3      | 86,8           |
| Part des logements vacants (en %)                      | 7,7       | 8,6            |
| Part des ménages propriétaires de leur logement (en %) | 72,3      | 59,1           |

Depuis 1968 le nombre de résidences secondaires et de logements occasionnels a diminué presque de moitié, alors que dans le même temps le nombre total de logements est multiplié par trois. Les logements construits avant 1946 ne représentent que 14 % du parc total des résidences principales. Le rythme des constructions neuves s'accélère ensuite puisque le parc immobilier est multiplié par 7,8 depuis la fin de la Seconde Guerre mondiale. Entre 1971 et 1990 notamment, 30 logements sont construits par an. Les logements sont de grande taille : plus des trois quarts d'entre eux comptent quatre pièces ou plus et près de la moitié des ménages occupent leur logement depuis plus de 10 ans.

### Morphologie urbaine

Évolution de l'urbanisation à Montbazon.

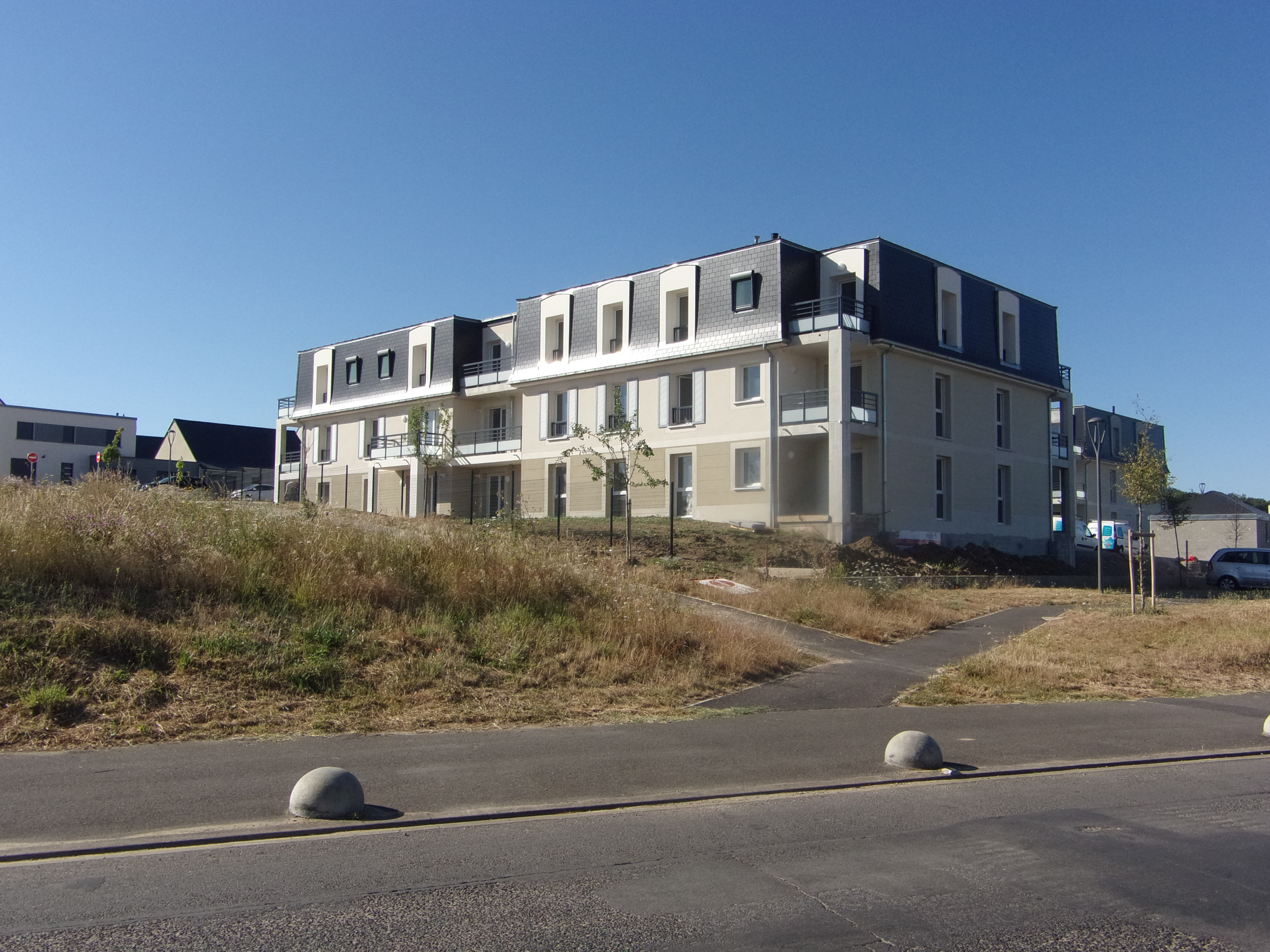
Immeuble en cours de construction.

Le promontoire et sa forteresse d'une part, l'Indre et ses bras multiples d'autre part sont les éléments structurants du bourg médiéval. Les premières maisons se construisent au pied de la forteresse, sur la rive gauche de d'Indre, selon une disposition rayonnante par rapport à la pointe du promontoire ainsi que sur une île enserrée entre deux bras de l'Indre. Au XVIIIe siècle, la nouvelle route d'Espagne récemment percée entraîne dans un premier temps la destruction d'anciennes maisons situées sur son tracé et l'alignement des façades préservées, avant que de nouvelles constructions ne soient édifiées, selon le principe du village-rue.
À partir des années 1960, la forte croissance démographique liée au développement économique de Tours, très proche, entraîne l'édification de nombreux pavillons individuels ou dans des résidences, mais aussi des immeubles collectifs à l'ouest de la commune sur la rive gauche de l'Indre ; c'est ainsi que le plateau de la Baffauderie, planté en vignes au XIXe siècle, est loti en plusieurs phases. L'extension de l'habitat concerne également le nord et l'est de la commune, sur la rive droite, où les zones urbanisées rejoignent celles de Veigné, créées à la même époque. Quelques îlots boisés subsistent toutefois au sein de la trame urbaine.

### Risques naturels et technologiques

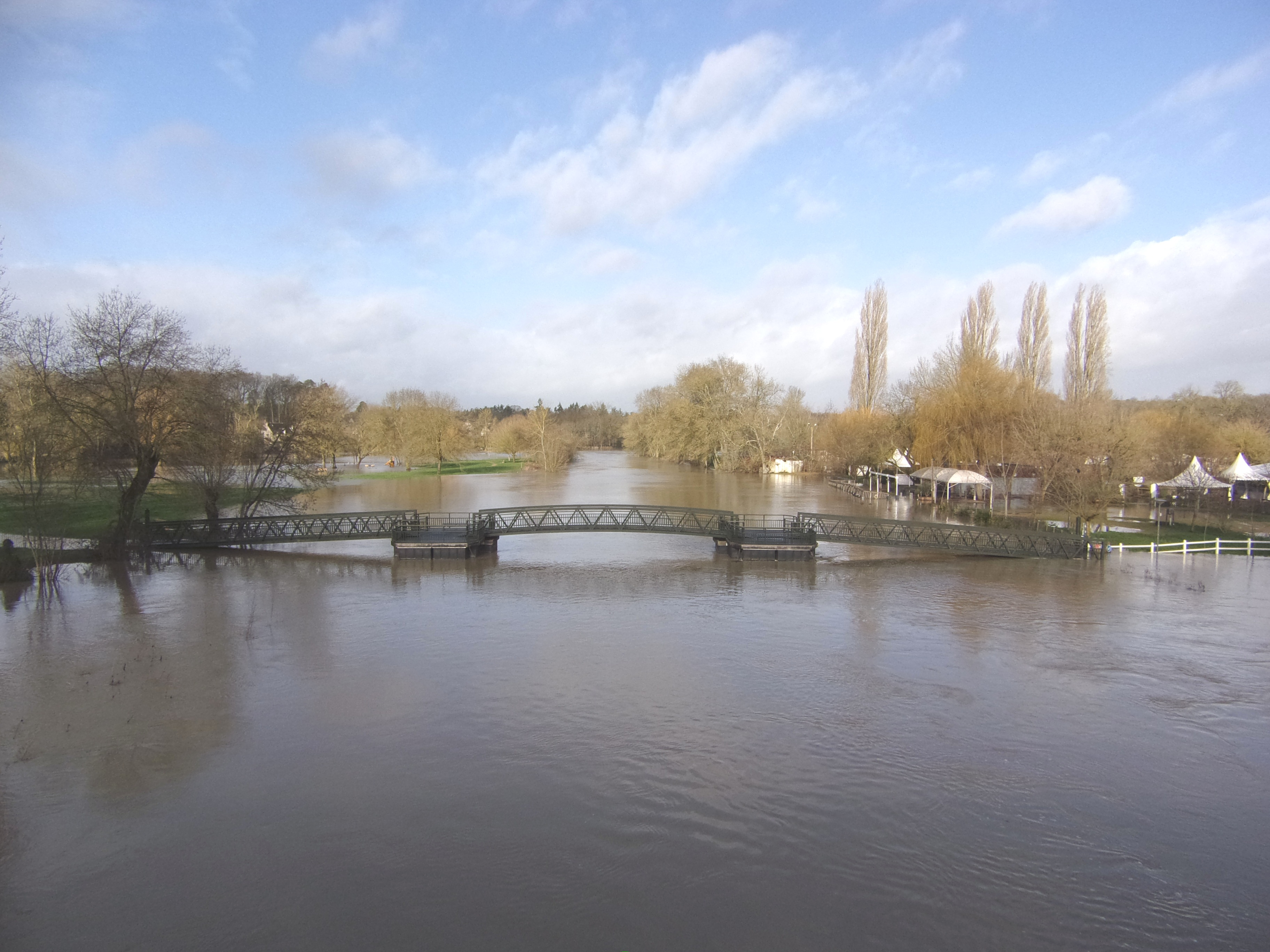
Crue de l'Indre à Montbazon (février 2021).

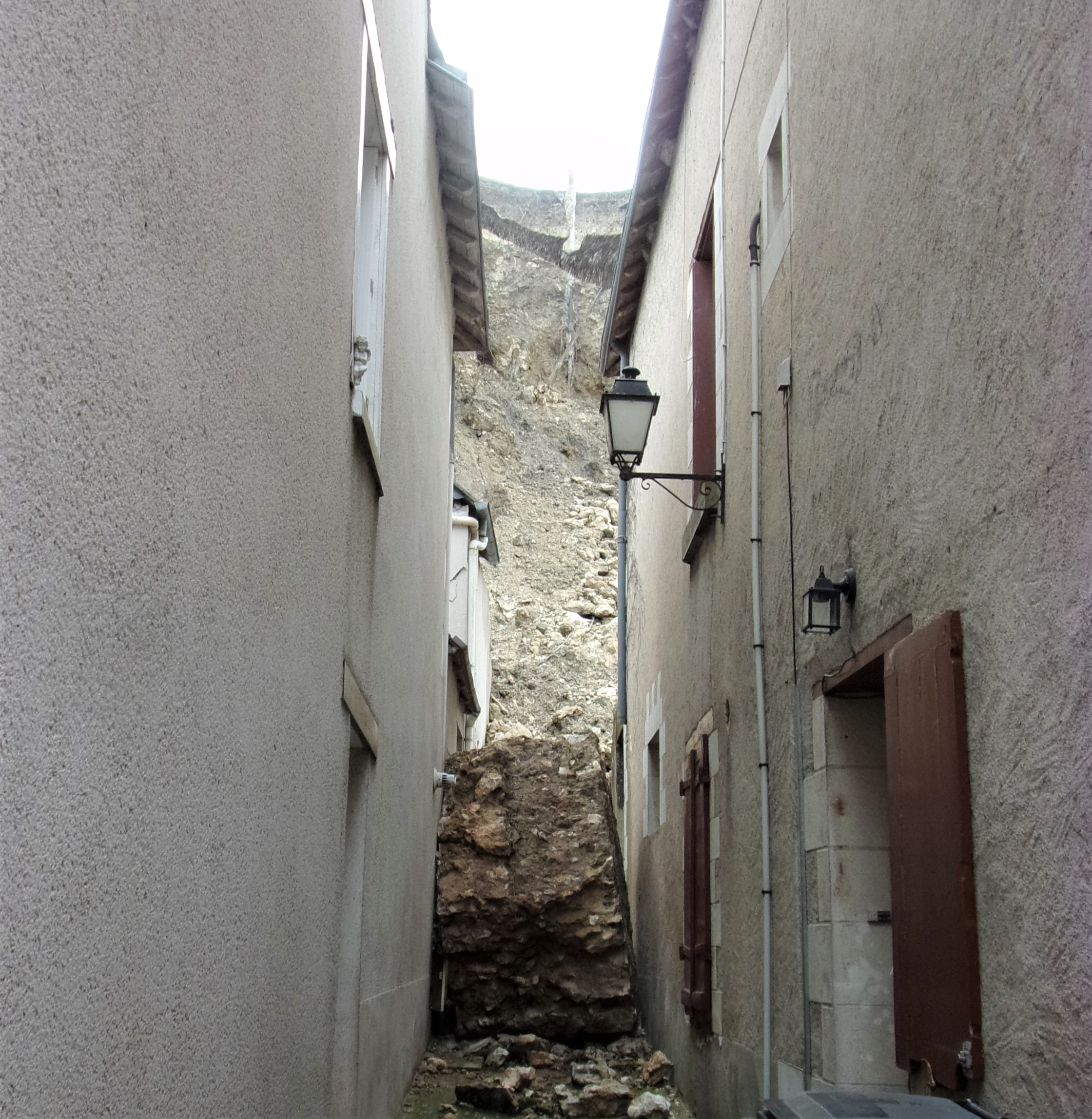
Éboulement du massif de la forteresse (2019).

La commune de Montbazon est exposée au risque de crues de l'Indre, généralement provoquées par de fortes pluies sur son bassin versant. Son territoire est inclus dans la zone couverte par le plan de prévention du risque inondation de la vallée de l'Indre. D'importantes inondations de l'Indre sont mentionnées à Montbazon en 1691, 1770 (la plus importante de toutes), 1910, 1919, 1977, 1979, 1982 (submersion de la place de la mairie) et 1983,.
Le risque de mouvements de terrain et d'éboulement est estimé fort à Montbazon, d'après une étude du BRGM en 1991. Le promontoire supportant la forteresse est fragile, composé de tuffeau creusé de très nombreuses cavités naturelles ou artificielles. Le 14 décembre 2019, le bord septentrional du massif supportant la forteresse s'éboule partiellement, avec une partie de l'enceinte castrale, sur des habitations situées en contrebas.
Le risque lié à la succession retrait/gonflement des argiles est important sur le plateau au sud du territoire, faible dans la vallée, en lien avec la nature géologique des strates affleurantes.
La commune de Montbazon est soumise à un risque sismique faible (niveau 2 sur une échelle de 1 à 5). Les chroniques ne semblent pas indiquer de séismes fortement ressentis à Montbazon au cours des siècles passés, au contraire des communes proches.

### Développement urbain et projets d'aménagement
En raison de sa situation dans le seconde couronne de Tours, bien desservie par la route, Montbazon a vu le nombre de ses habitants plus que doubler en moins de quarante ans, grâce à la création de zones pavillonnaires et de deux résidences seniors ; la hausse du prix du foncier est importante. Les communes voisines sont dans la même dynamique démographique. Montbazon envisage d'augmenter sa population jusqu'à 5 000 habitants sans dépasser ce plafond.
À partir de 2021, une réflexion est engagée au niveau communal pour réviser à nouveau le plan local d'urbanisme dans l'optique de « redéfinir de façon harmonieuse et modérée [l']urbanisation ». Il importe également de tenir compte des dispositions du SCOT et de l'évolution de la réglementation (lois Grenelle I, Grenelle II et ALUR). Enfin, il convient de maîtriser la construction dans les dents creuses pour éviter l'engorgement des voies de circulation les desservant.
La commune envisage en outre de mettre en place une aire de mise en valeur de l'architecture et du patrimoine ; l'adhésion à l'association Petites Cités de caractère de France est envisagée.

### Voies de communication et transports

#### Infrastructure autoroutière et routière

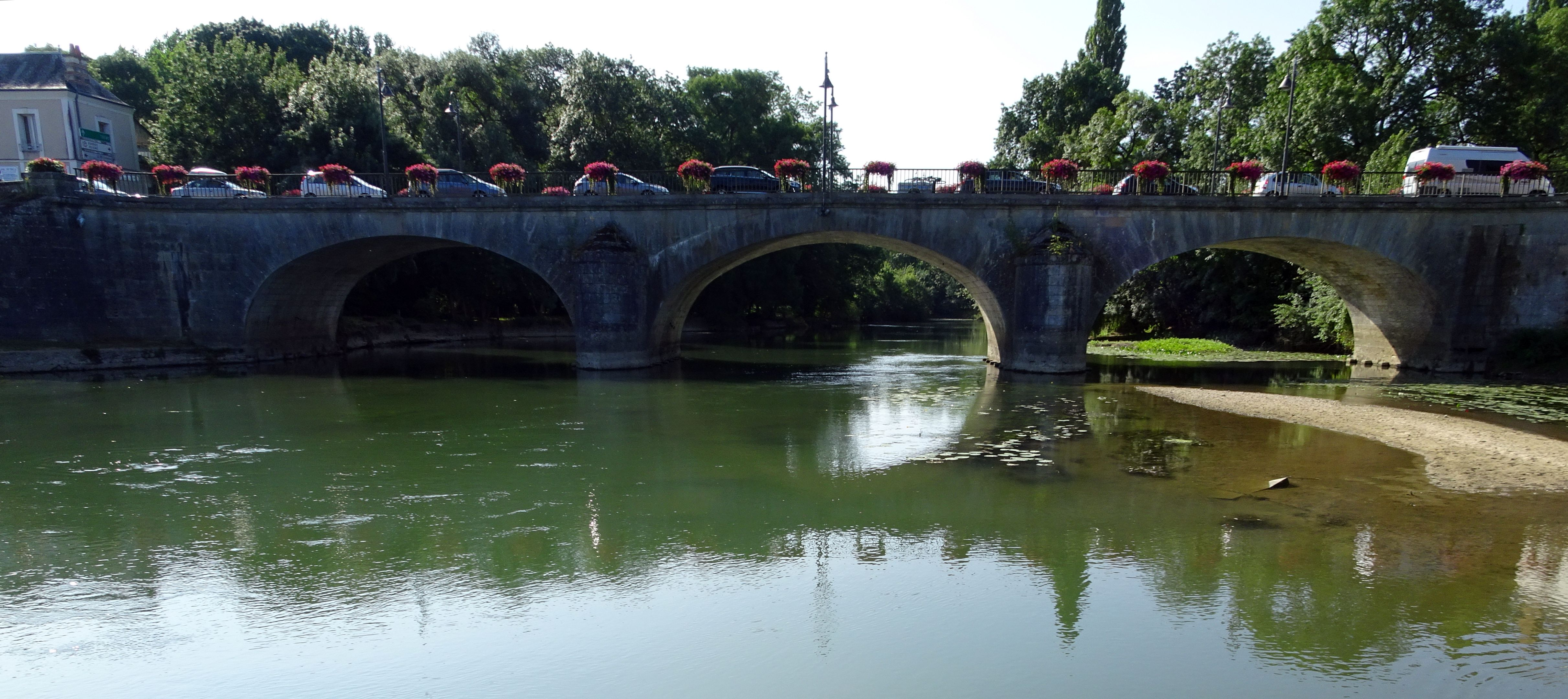
Pont Saint-Jean-Baptiste (juillet 2016)

La ville est, dans les années 1950 à 1970, connue pour ses embouteillages et ses bouchons interminables, la nationale 10 (déclassée en D 910) qui relie Paris au sud-ouest de la France traversant le centre-ville : un goulet d'étranglement se forme entre le pont sur l'Indre au nord et la côte du donjon au sud. Malgré l'ouverture en 1977 de la section Chambray-lès-Tours − Poitiers de l'autoroute A10 qui absorbe une partie du trafic, la traversée demeure parfois difficile.
L'autoroute A10 ne traverse pas le territoire communal mais emprunte, au sud-ouest, la limite entre Montbazon et Monts. Pour accéder à cette autoroute, les Montbazonnais doivent prendre la D 910 vers le nord puis la D 37 vers l'ouest jusqu'à la sortie no 24 (Chambray-sud), ou bien la D 910 vers le sud jusqu'à la sortie no 24 (Sorigny), soit dans les deux cas un trajet d'environ dix minutes.
Dans le centre-ville de Montbazon, la D 910 croise la D 17 qui suit la vallée de l'Indre.

#### Réseaux de transports collectifs
Montbazon est desservie par la ligne H (Tours — Sainte-Maure-de-Touraine) du réseau Rémi ainsi que par la ligne TER Tours — Loches, dont certaines rotations, par train ou par autocar, font halte à la gare de Montbazon.

## Toponymie

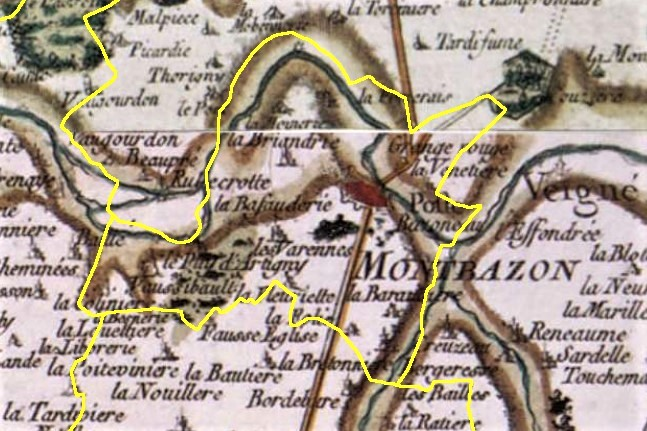
Montbazon (limites communales en jaune) sur la carte de Cassini.

| Onomastique partielle du toponyme Montbazon : - Castellum [...] quod vocatur Mons Basonis : v. 1000, charte no 31 du cartulaire de l'abbaye Saint-Paul de Cormery ; - Monte Bazonis : v.1080, charte no 75 du cartulaire de l'abbaye Notre-Dame de Noyers ; - Castro Montisbasonis : 1123, charte no 55 du cartulaire de l'abbaye Saint-Paul de Cormery ; - Mont Bazon : 1277, cartulaire du prieuré Saint-Jean-du-Grais ; - la ville de Montbason : 1358, cartulaire de l'archevêché de Tours ; - Montbazon : 1764, carte de Cassini. |

Les mentions anciennes de la localité sont : XIe siècle. Mons Basonis, 1206 Montis Bazonis, XIIIe siècle. Oppidum Montebazonium, 1277 Mont Bazon, 1344 Montbazon. Le terme Mons Basonis désigne le « Mont de Bason », « mont » se rapportant à un édifice fortifié sur une hauteur et « Bason » étant l'anthroponyme, d'origine germanique, d'un personnage non identifié, également à l'origine du toponyme Bazonneau.
Le lieu-dit « la Pommeraie » désigne certainement un endroit anciennement planté de pommiers. « La Bretonnière » fait peut-être référence à un peuplement breton (lire britannique), lorsque ce peuple fut chassé par les Anglo-Saxons à partir du Ve siècle.

## Histoire

### De la Préhistoire à l'Antiquité

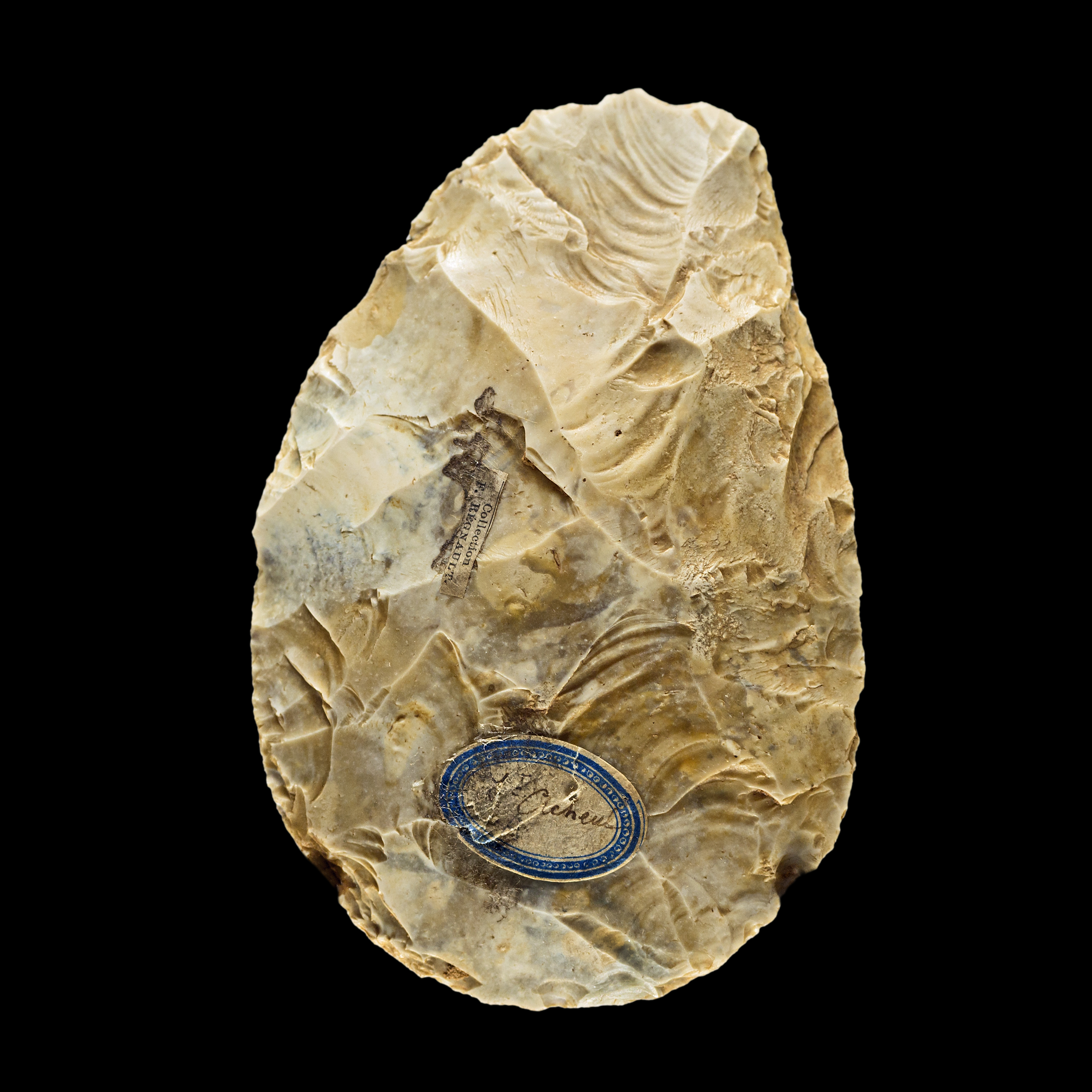
Biface acheuléen (Somme).

Les terrasses alluvionnaires de la vallée de l'Indre ont livré des outils paléolithiques de l'Acheuléen et du Moustérien, bifaces, racloirs et nucléus. Des silex et des tessons de poterie, sur un autre site proche de l'Indre, témoignent de l'occupation humaine au Néolithique,. En 1988, la prospection aérienne révèle, dans une roselière du bord de l'Indre, des traces interprétées par Jacques Dubois comme celles d'un « bâtiment avec cour » mais qu'il ne date pas.
Un chemin probablement antique, traverse l'Indre au moyen d'un ou plusieurs gué, un peu en aval du pont moderne. Passant non loin du cimetière de Montbazon, il escalade ensuite le plateau pour passer au sud du château d'Artigny et se diriger vers Artannes, étant brièvement souligné par la limite communale entre Montbazon au nord et Sorigny au sud.

### Moyen Âge
Une charte rédigée entre 996 et 1006 indique que les moines de Cormery se plaignent auprès du roi que Foulques Nerra, comte d'Anjou, construit un castellum sur leur terre de Montbazon. Ce premier donjon domine un point stratégique de l'Indre qui témoigne des luttes opposant le Faucon Noir aux comtes de Blois : la construction d'une ceinture de forteresses doit alors permettre à Foulques Nerra de s'assurer le contrôle de toute la Touraine.
| - Vestiges des piles. - Vestiges d'une arche. |

Dès 997, le donjon passe aux mains des adversaires de Foulques en la personne d'Eudes II de Blois-Champagne : la Touraine est alors disputée entre les Blois et les Anjou, ces derniers cherchant à étendre leur territoire vers l'ouest aux dépens des premiers. Foulques réussit à le reprendre quelques années avant sa mort survenue en 1040.
C'est en 1123 qu'apparaît dans les textes la première mention d'une église à Montbazon, distincte de la chapelle du château : un jugement opposant moines et forestiers y est rendu. En 1175, Henri II Plantagenêt, héritier des anciens comtes d'Anjou, lance d'importants travaux d'agrandissement du site castral avec la construction de la tour ronde de l'entrée ainsi que des murailles. Ces constructions sont réalisées avec la pierre brute extraite directement du plateau calcaire supportant le donjon. Cela permet en même temps de créer un fossé défensif. Après la mort d'Henri II Plantagenêt (1133-1189), seigneur d'Anjou et roi d'Angleterre et profitant que Richard Cœur de Lion soit retenu prisonnier par l'empereur germanique Henri VI capturé lors de son retour de la troisième croisade, Philippe Auguste intrigue avec Jean sans Terre, le frère de Richard Cœur de Lion, et, se fait donner Montbazon. En 1206, Philippe fait don de la forteresse à Philibert Savary, déjà propriétaire du château de Villandry. Sous Saint Louis, des maisons commencent à se construire au pied de l'éperon, de part et d'autre d'un bras de l'Indre et forment un petit bourg. L'une des voies traverse l'Indre et sa vallée. Une partie de la population réside dans les faubourgs mais dépend de la paroisse de Veigné ; une chapelle, rue des Moulins, accueille ces habitants lors des offices, l'église de Montbazon proprement dite étant réservée aux habitants du bourg. Les marchés, toutefois, se déroulent dans le faubourg de la Butte-Rabault, sur l'emplacement de la moderne place des Marronniers, et accueillent tous les habitants, sans distinction de lieu de résidence. Ces marchés deviennent progressivement, avec ceux de Château-Renault, les plus importants de la Touraine.
Au début de septembre 1356, le Prince Noir et une partie de ses troupes cantonnent à Montbazon mais, apprenant la prochaine arrivée de Jean le Bon venant d'Amboise, les Anglais évacuent la ville et se replient vers Châtellerault. Aucune chronique de l'époque ne laisse à penser que Montbazon ait eu à souffrir de dommages particuliers liés à la Guerre de Cent Ans.

### Temps modernes

#### Construction de l'enceinte urbaine et création du duché-pairie

Tracé de l'enceinte du XVe siècle.

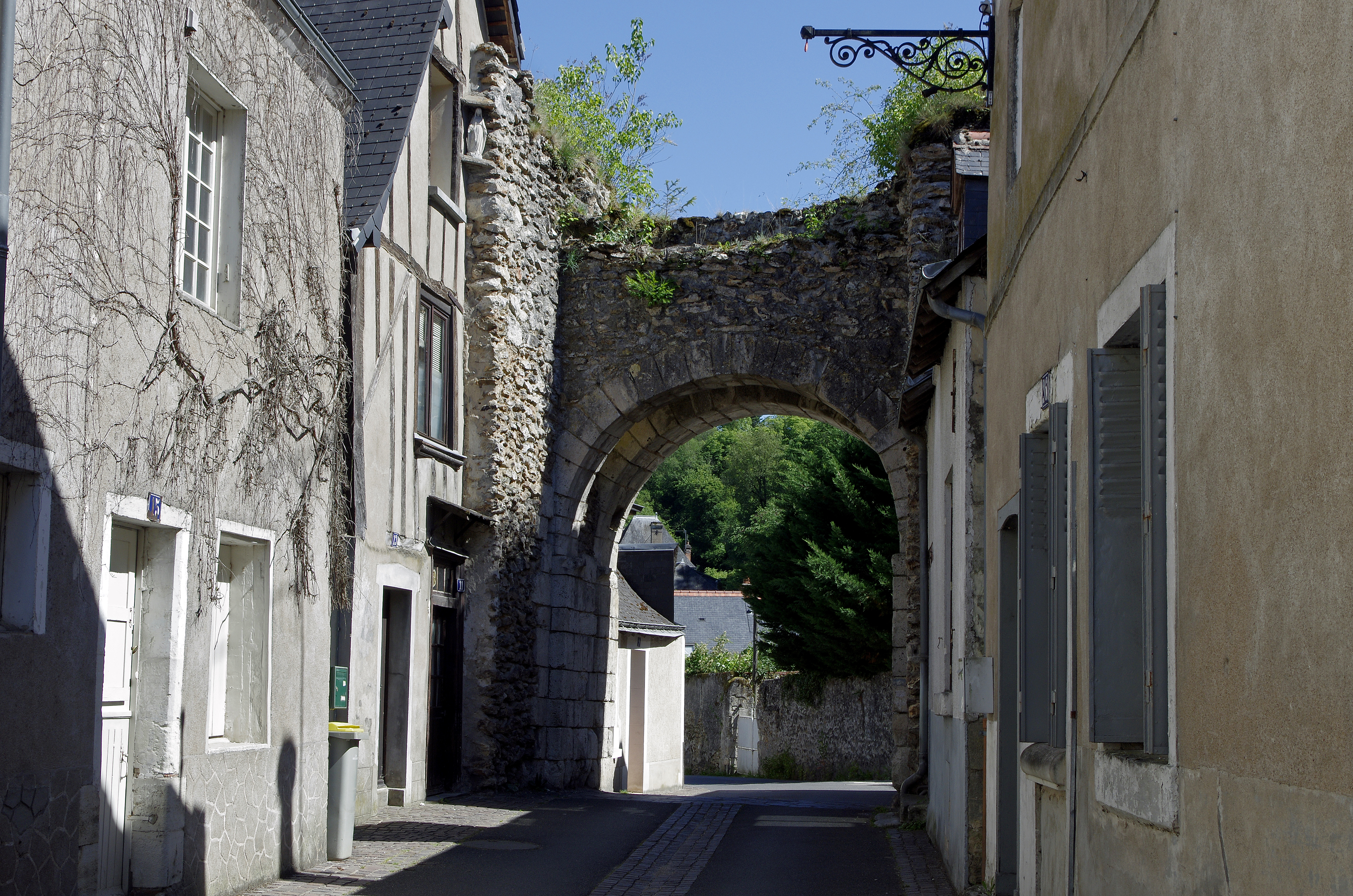
La porte des Moulins, vue depuis l'intérieur de la citadelle.

En 1425, un nouveau château de style Renaissance est construit en face du vieux donjon mais, dès le XVIe siècle, il n'est plus régulièrement habité car les seigneurs de Montbazon lui préfèrent d'autres demeures ; son entretien n'est plus, dès lors, suffisant. Dans les années 1470, peut-être à l'instigation de Louis XI, la ville de Montbazon est fortifiée. L'enceinte protège d'une part la ville, sur la rive gauche de l'Indre où elle se rattache aux murailles du château et d'autre part le faubourg de l'Aumône, entre deux bras de l'Indre. La porte des Moulins, sous laquelle passe la rue du même nom au sud-est de l'enceinte, en est l'ultime vestige.
Vers 1550, un ordre de l'officialité de Tours crée la paroisse de Montbazon. Pour lui assurer des revenus, onze fermes, représentant une surface de 641 ha, sont soustraites du territoire de Veigné pour constituer la dîme de la nouvelle paroisse. La seigneurie de Montbazon devient un comté en 1547 par décision d'Henri II. En mai 1588, le comté est érigé en duché pairie pour Louis VII de Rohan prince de Guéméné au XVIe siècle par Henri III. Comme Louis VII de Rohan meurt sans postérité dès 1589, Henri IV, par lettres de mars 1594, renouvelle ce statut en faveur d'Hercule de Rohan-Guéméné, frère et beau-frère de Louis VII. En 1699, ce duché est le plus riche et étendu du royaume, après celui d'Orléans : il couvre 1 800 km2 sur 41 paroisses et s'étend de Joué-lès-Tours au nord à Abilly au sud.

#### Percée de la route d'Espagne et aléas climatiques

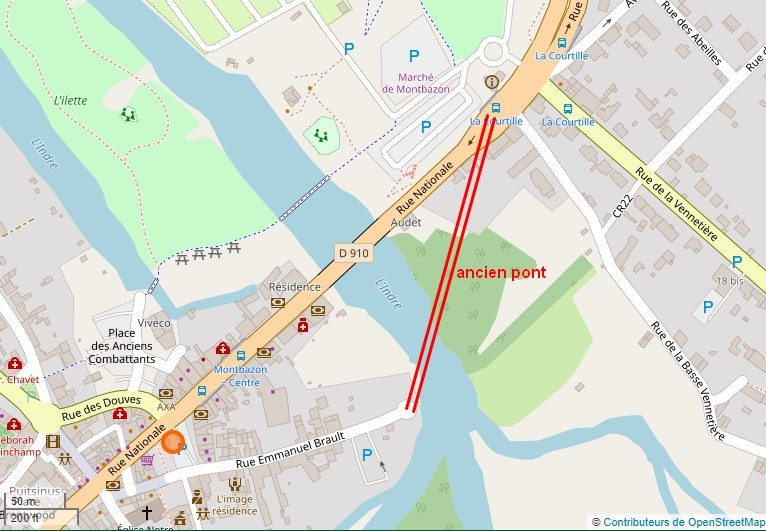
Tracé de l'ancien pont de Montbazon.

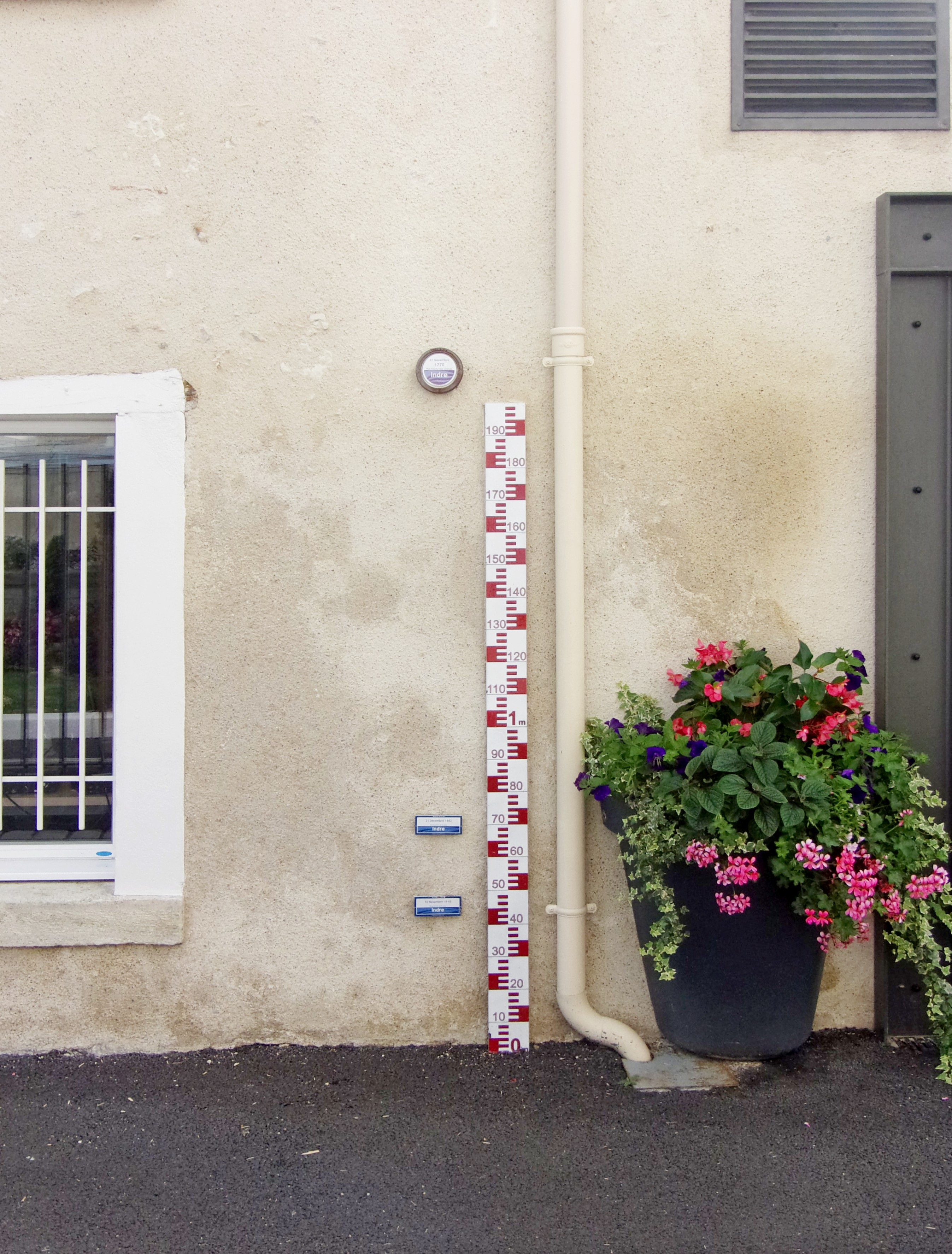
Repère de crue.

Au milieu du XVIIIe siècle, d'importants travaux d'aménagement modifient considérablement la physionomie de Montbazon. La route royale d'Espagne de Paris aux Pyrénées est percée dans la ville, à l'ouest et au pied de la citadelle médiévale. La porte occidentale de la ville, qui se trouve sur son tracé, est détruite et les remparts urbains démantelés pour servir de remblais, comme bien des édifices de la forteresse. Les façades des maisons donnant sur la nouvelle rue, datant pour la plupart des XVe et XVIe siècles, sont rhabillées. Le cours de l'Indre est partiellement détourné, un bras passant au niveau de l'actuelle place André-Delaunay (place de la mairie) étant asséché et comblé. Un nouveau pont en pierre (pont Saint-Jean-Baptiste) est construit sur l'Indre, entre 1754 et 1758 sous la direction de Mathieu Bayeux. Il remplace l'ancien pont médiéval qui se trouvait en amont, dont la culée sud était construite à l'extrémité de la rue Emmanuel-Brault, et qui traversait l'Indre et les prés bas par une succession d'arches et de digues. Ces aménagements demandent d'importants remblais ; une grande partie des enceintes de la ville et de la forteresse, devenues inutiles, ainsi que le château-neuf et sa chapelle, sans entretien depuis longtemps et délabrés, sont abattus.
En novembre 1770, des pluies importantes sur les bassins versants de l'Indre et de son affluent l'Indrois provoquent la plus importante crue de la rivière enregistrée jusqu'au XXIe siècle. Si elle ne fait pas de victimes à Montbazon, les habitants ayant pu quitter leurs domiciles inondés pour se réfugier sur les hauteurs, les dégâts matériels sont très importants. La gravité de la crue est renforcée, au dire des chroniqueurs de l'époque, par la présence du pont et de levée de la route d'Espagne, nouvellement construits, qui font obstacle à l'écoulement des eaux.

### Époque contemporaine

#### Période révolutionnaire

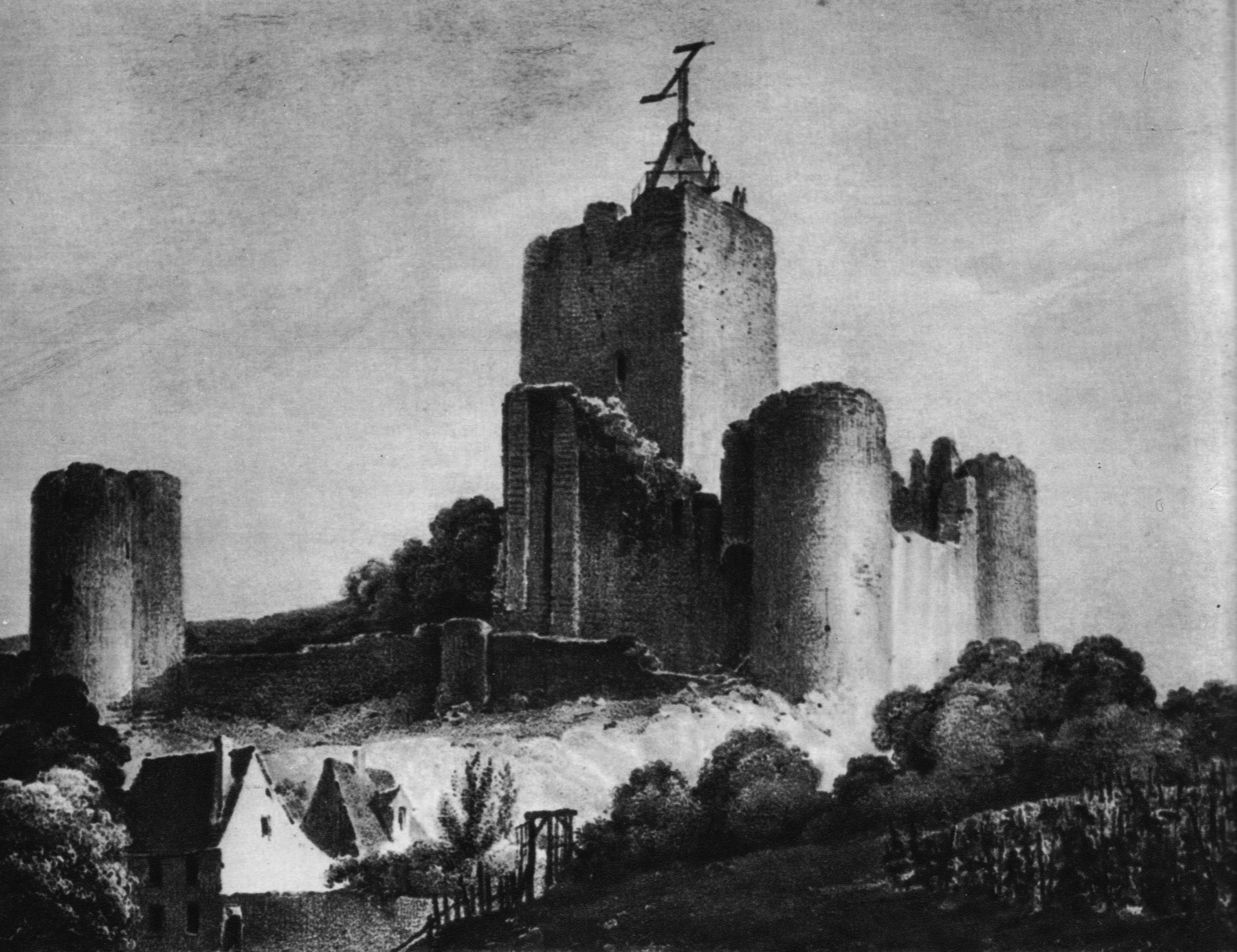
Château de Montbazon avec le télégraphe Chappe.

Le cahier de doléances présenté par le tiers-état de Montbazon à l'occasion des états généraux de 1789 comprend nombre de souhaits fréquemment rencontrés : simplification du système d'imposition au profit d'une seule taxe proportionnelle aux richesses, biens et revenus du clergé régulier redistribués aux membres du clergé séculier. D'autres dispositions sont cependant notées, comme une amélioration des conditions de vie et de la solde des soldats, mais aussi des préoccupations plus locales, au premier plan desquelles des travaux sur l'Indre pour prémunir la ville des crues et rendre la rivière navigable.
Le vicaire Nicolas Ragneau, connu pour ses idées progressistes voire pro-révolutionnaires, devient le premier maire de Montbazon en janvier 1790 et au mois de mai suivant une milice communale, dont les pouvoirs sont strictement encadrés, est mise en place. La forteresse souffre dans cette période ; par manque d'entretien, la partie supérieure du donjon et l'avant-corps s'effondrent et les créneaux des parties sauvegardées sont arasés : ils sont considérés comme des « symboles de despotisme ». En 1794, la fabrication de poudre au Ripault, à Monts, requiert d'importantes quantités de salpêtre ; c'est pour le récupérer que deux des portes de ville subsistantes sont détruites. En juin 1796, les biens des émigrés, dont la famille de Rohan, sont confisqués et vendus aux enchères ; le donjon est acheté par un vitrier de la commune pour la somme de 1 000 F.

#### Premier et Second Empires

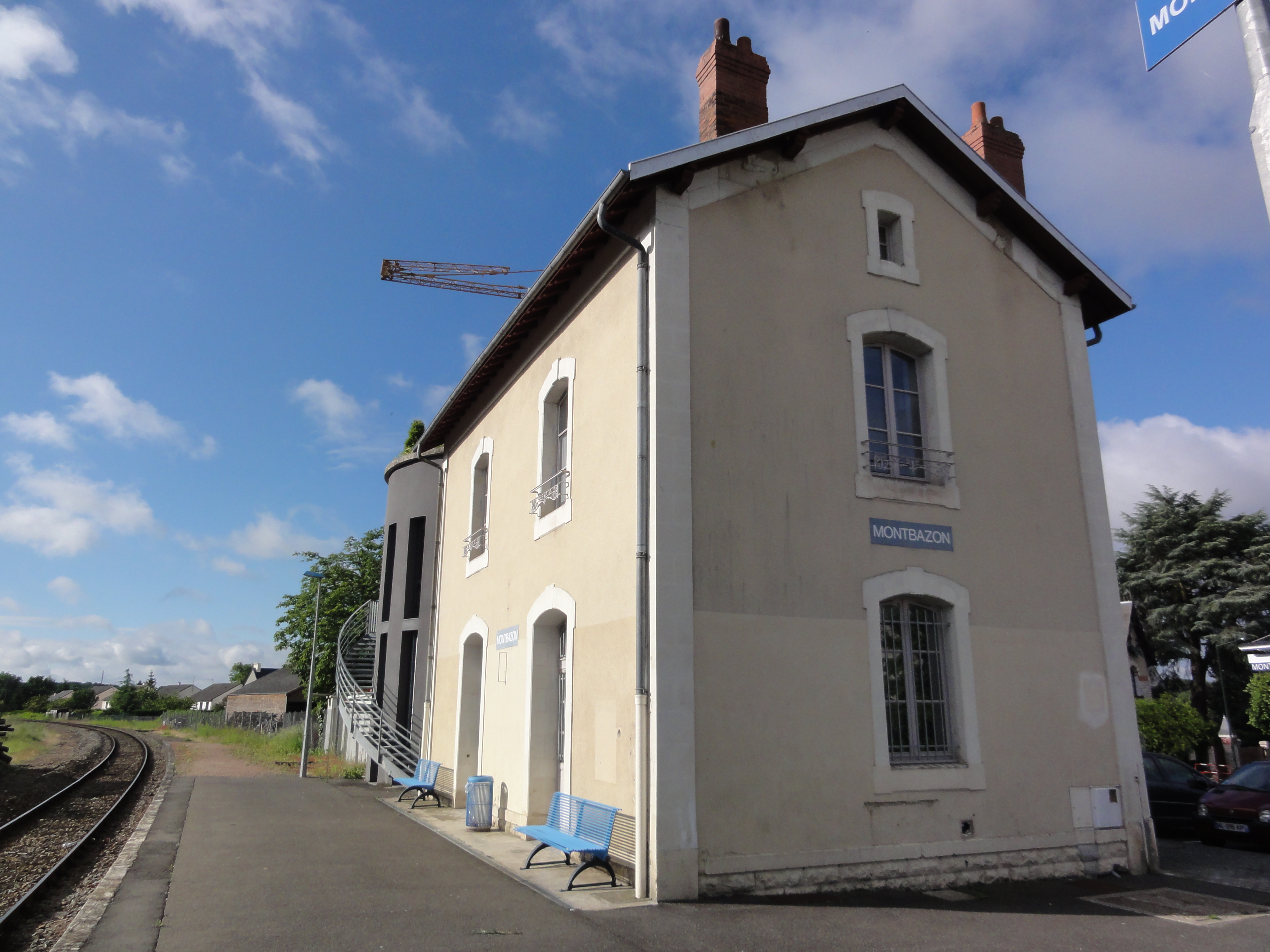
Gare de Montbazon.

Le donjon de Montbazon sert d'entrepôt au début du XIXe siècle et son sommet accueille, entre 1823 et 1852, un télégraphe Chappe, relais entre Chambray-lès-Tours et Sorigny sur la ligne de Paris à Bayonne. En 1860, le site est acheté par un mécène et restauré de manière à pouvoir y installer en 1866 une statue de la Vierge haute de 9,5 mètres, subventionnée par l'impératrice Eugénie, épouse de Napoléon III.
La guerre de 1870 touche Montbazon. Vers le 10 février 1871, un régiment d'artillerie prussien s’installe sur la commune. Le 21 du même mois, le préfet allemand administrant l'Indre-et-Loire demande à la commune de subvenir aux dépenses de la troupe à hauteur de 24 402 F ; la somme est finalement portée à 34 472 F, ce qui contraint le maire de Montbazon, le 12 octobre 1871, à recourir à un emprunt remboursable en 18 ans pour pouvoir payer le solde de cette contribution.
À l'occasion de la mise en service de la ligne de chemin de fer de Joué-lès-Tours Loches, la gare de Montbazon est inaugurée le 15 juillet 1878.

#### XXeetXXIesiècles

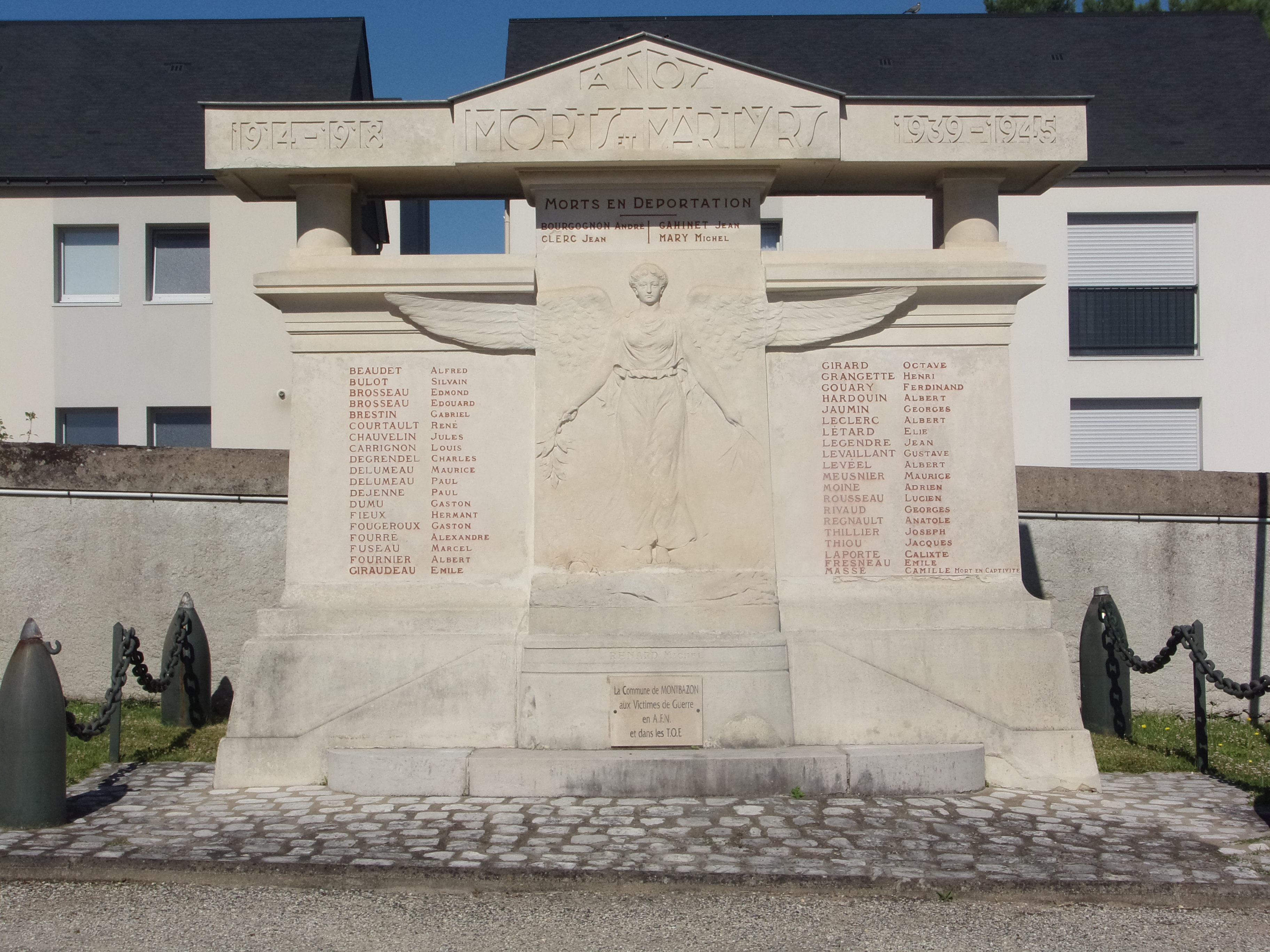
Monument aux morts.

Trente-huit soldats montbazonnais perdent la vie au cours de la Première Guerre mondiale. Devant l'afflux des blessés dans les hôpitaux de Tours, un premier hôpital s'ouvre à Montbazon en septembre 1914 dans l'ancien hôtel Dieu, puis un second en décembre 1915 rue des Moulins.
Entre les deux guerres, deux châteaux de Montbazon sont rachetés sont profondément modifiés par leurs nouveaux propriétaires : William Perry Dudley restaure la forteresse où il habite en compagnie de Lilian Whitteker et François Coty rebâtit entièrement le château d'Artigny.
En juin 1940, le gouvernement français, devant l'avancée des troupes allemandes, quitte Paris et s'installe en Touraine du 12 au 16 juin. Le contrôleur financier de la Marine nationale est accueilli au château de la Grange Rouge tandis que l'amiral François Darlan, chef d'état-major de la Marine, réside au château d'Artigny. Ce château est ensuite transformé en hôpital et ses façades repeintes en couleurs sombres pour ne pas attirer l'attention de l'aviation. Montbazon doit en outre faire face à l'augmentation temporaire de sa population : de nombreux réfugiés ais fuient les bombardements de leur ville. En 1944, si des actions isolées visent l'occupant (sabotages de véhicules), aucun réseau organisé de résistance ne semble se mettre en place dans la commune elle-même. Le 1er septembre 1944, les troupes allemandes couvrent leur retraite en faisant sauter le pont : une arche est détruite, une autre endommagée. Une passerelle provisoire est mise en place en attendant la reconstruction de l'ouvrage en 1947. Sous le mandat de son maire Sébastien Paul Guillaume-Louis, Montbazon se dote d'équipements modernes : dispositif d'adduction d'eau potable, électricité, centre de secours des pompiers,,. Depuis les années 1960, Montbazon, devenue une banlieue de Tours, connaît une importante croissance démographique, s'accompagnant d'un développement industriel et d'une extension des secteurs dédiés à l'habitat que la relative exiguïté du territoire communal limite cependant.
L'étude d'un projet de fusion entre Veigné et Montbazon est reportée après les élections municipales de 2020.

## Politique et administration

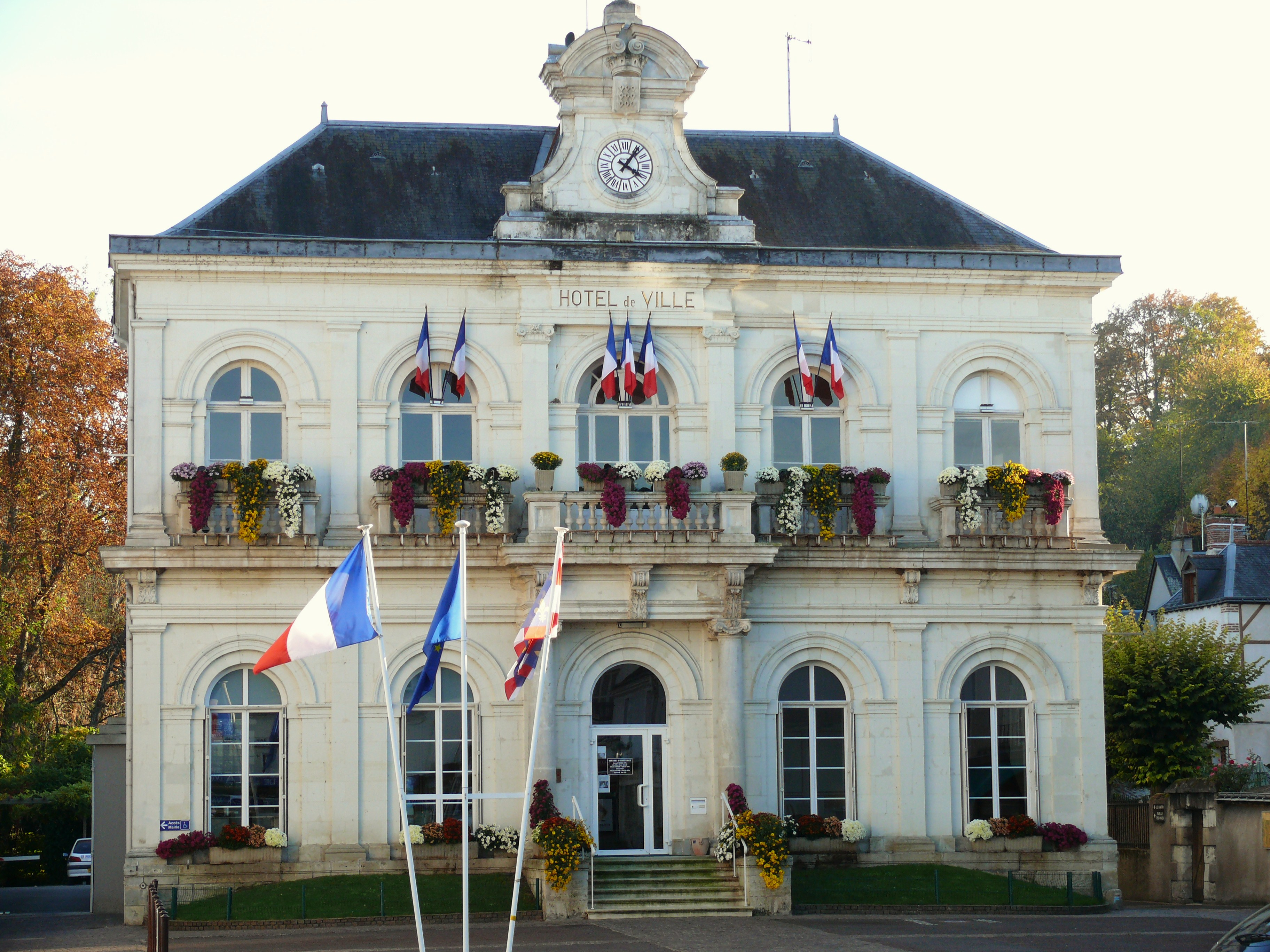
Hôtel de ville.

### Découpage administratif

#### Rattachements administratifs et électoraux
Du point de vue administratif, Montbazon appartient à l'arrondissement de Tours.
Du point de vue électoral, Montbazon est rattachée à la 3e circonscription de l'Indre-et-Loire. Depuis le redécoupage cantonal de 2014, Montbazon est l'une des dix communes qui composent le canton de Monts alors qu'elle était le chef-lieu de son propre canton avant ce redécoupage.
Depuis le 1er janvier 2010 et la suppression du tribunal d'instance de Loches, le tribunal d'instance de Tours est compétent pour l'ensemble du département. Toutes les juridictions intéressant Montbazon sont ainsi regroupées à Tours, à l'exception du tribunal administratif et de la cour d'appel qui siègent à Orléans, préfecture de la région Centre-Val de Loire.

#### Intercommunalité
Montbazon et vingt-et-une autres communes composent la communauté de communes Touraine Vallée de l'Indre. Jusqu'au 31 décembre 2016, elle relevait de la communauté de communes du Val de l'Indre. Cette situation lui confère en outre un rattachement de fait au « Pays Indre et Cher », qui a pour mission de « coordonner diverses missions transversales confiées par les collectivités, dans les domaines de l’aménagement du territoire, de l’environnement, de l’économie et du patrimoine ». Montbazon est également l'une des trente-six communes adhérant au syndicat d'aménagement de la vallée de l'Indre.
Le « syndicat intercommunal d'énergie d'Indre-et-Loire » (SIEIL), fondé en 1937, assure le contrôle et la coordination de l'ensemble des concessionnaires opérant en Indre-et-Loire dans le domaine de la distribution de gaz et d'électricité ; il intervient également sur le renforcement des réseaux de distribution d'électricité. Pour toutes les communes d'Indre-et-Loire, Tours exceptée, l'adhésion au service « Électricité » du SIEIL à titre individuel est rendue obligatoire par arrêté préfectoral en date du 23 avril 2008.
Montbazon est l'une des 107 communes d'Indre-et-Loire adhérentes au syndicat intercommunal « Cavités 37 » dont les principaux rôles sont de réaliser des relevés topographiques et des diagnostics géologiques des cavités (caves, grottes, carrières…) ; il peut intervenir en contexte de sinistre ou de catastrophe naturelle et, lors de l'établissement d'un document d'urbanisme, il a également vocation à conseiller les communes sur les risques d'effondrement de terrains,.

### Tendances politiques et résultats
Comme en témoignent les résultats d'élections publiés sur le site du ministère de l'Intérieur, l'électorat de Montbazon, lors des consultations au suffrage universel direct qui se sont déroulées depuis 2010, a apporté son soutien à une liste ou candidat présentés par la droite dans près de 60 % des consultations.

#### Scrutins nationaux récents
| Scrutin             | Scrutin             | 1er tour | 1er tour | 1er tour | 1er tour | 1er tour | 1er tour | 1er tour | 1er tour | 1er tour | 1er tour | 1er tour | 1er tour | 2d tour | 2d tour | 2d tour | 2d tour | 2d tour | 2d tour |
| Scrutin             | Scrutin             | 1er      | 1er      | %        | 2e       | 2e       | %        | 3e       | 3e       | %        | 4e       | 4e       | %        | 1er     | 1er     | %       | 2e      | 2e      | %       |
| ------------------- | ------------------- | -------- | -------- | -------- | -------- | -------- | -------- | -------- | -------- | -------- | -------- | -------- | -------- | ------- | ------- | ------- | ------- | ------- | ------- |
| Présidentielle 2017 | Présidentielle 2017 |          | EM       | 28,74    |          | LR       | 22,71    |          | LFI      | 17,83    |          | RN       | 15,23    |         | EM      | 74,34   |         | RN      | 25,66   |
| Présidentielle 2022 | Présidentielle 2022 |          | EM       | 37,36    |          | RN       | 18,61    |          | LFI      | 17,35    |          | REC      | 6,38     |         | EM      | 68,39   |         | RN      | 31,61   |
| Législatives 2022   | 3e                  |          | ENS      | 31,22    |          | UDI      | 21,63    |          | LFI      | 20,92    |          | RN       | 16,32    |         | ENS     | 64,41   |         | LFI     | 35,59   |
| Législatives 2024   | 3e                  |          | ENS      | 37,54    |          | LR-RN    | 31,06    |          | LFI      | 23,61    |          | DVD      | 3,05     |         | ENS     | 65,63   |         | LR-RN   | 34,37   |

#### Élection municipale la plus récente
Le nombre d'habitants au recensement de 2011 étant compris entre 3 500 et 4 999, le nombre de membres du conseil municipal pour l'élection de 2014 est de 27.
Lors des élections municipales de 2020, les 27 conseillers municipaux ont été élus à l'issue du premier tour ; le taux de participation était de 50,61 %. Ont obtenu :
| Suffrages exprimés             | Suffrages exprimés | Suffrages exprimés | 1 664     |             | 27 sièges à pourvoir | 27 sièges à pourvoir |
|                                |                    |                    |           |             |                      |                      |
| Liste                          | Tête de liste      | Tendance politique | Suffrages | Pourcentage | Sièges acquis        | Var.                 |
| Montbazon avec cœur et passion | Sylvie Giner       | LDVD               | 1 146     | 68,87 %     | 23 / 27              | NL                   |
| Montbazon, ma ville            | Frédéric Bontoux   | LDVD               | 518       | 31,13 %     | 4 / 27               | NL                   |

La liste Montbazon avec cœur et passion obtient quatre sièges au conseil communautaire.

### Liste des maires
| Période            | Période          | Identité                       | Étiquette      | Qualité |
| ------------------ | ---------------- | ------------------------------ | -------------- | --- |
| 1790               | 1790             | Nicolas Ragneau                |                | Vicaire |
| 1791               | 1791             | Alexandre de La Roche          |                | Propriétaire |
| 1791               | 1791             | Pierre-Mathieu Archevesque     |                | Aubergiste |
| 1792               | 1792             | Jean-Pierre-François Augeron   |                | Notaire |
| 1793               | 1794             | Antoine-François Marin         |                | |
| mai 1794           | 18 juillet 1794  | Jean Durand                    |                | |
| 18 juillet 1794    | 1794             | Urbain Leroux                  |                | Notaire |
| 5 décembre 1794    | 1795             | Louis-Joseph Bassereau         |                | Notaire |
| 24 novembre 1795   | 1800             | Antoine-Élie Gillet            |                | Notaire |
| 26 juillet 1800    | 1812             | Louis-Joseph Bassereau         |                | Notaire |
| 1er janvier 1813   | 1815             | Étienne-Pierre de Ruffray      |                | Militaire retraité |
| 29 mai 1815        | 1815             | Pierre-Gabriel Rolland         |                | Maître de poste |
| 18 octobre 1815    | 1817             | Étienne-Pierre de Ruffray      |                | Militaire retraité |
| 25 décembre 1817   | 1831             | Pierre-Gabriel Rolland         |                | Maître de poste |
| 5 octobre 1833     | 14 juin 1844     | Antoine-Élie Gillet (fils)     |                | Notaire |
| 19 juin 1844       | 1847             | Louis-Joseph Bassereau (fils)  |                | Notaire |
| 26 avril 1847      | 1865             | Gabriel Renault (père)         |                | Médecin |
| 26 avril 1865      | 1876             | Gabriel Renault (fils)         |                | Médecin |
| 26 avril 1876      | avril 1902       | Emmanuel Brault                |                | Chef d'entreprise, président de la chambre de commerce                                                                      |
| avril 1902         | 27 décembre 1938 | André Delaunay                 | Rad.           | Médecin, conseiller général (1925-1938)                                                                                     |
| 23 janvier 1939    | 1er juillet 1957 | Sébastien Paul Guillaume-Louis | Rad. puis SFIO | Chirurgien, conseiller général (1939-1945, 1946-1947), président du Conseil général d'Indre-et-Loire (1945-1946, 1947-1957) |
| 1er septembre 1957 | 1967             | Roger Aubert                   |                | Cadre d'entreprise |
| 1967               | 22 février 1972  | Jean Arthur Le Bourg           |                | Chirurgien |
| 1972               | 1977             | Jean Bonneri                   | SE             | Cadre SNCF |
| 1977               | 1983             | Pierre Méry                    |                | Retraité de la Marine marchande                                                                                             |
| 1983               | 1989             | Louis Le Bescam                | DVD            | Retraité de la Marine, conseiller général (1985-1992)                                                                       |
| mars 1989          | 26 avril 1995    | Régis Ramage                   | DVD            | Conseiller général (1992-1995)                                                                                              |
| juin 1995          | mars 2001        | Jean-Pierre Caroit             |                | Chef d'entreprise |
| mars 2001          | mars 2008        | Philippe Audet                 | DVD            | Courtier d'assurances |
| mars 2008          | mai 2020         | Bernard Revêche                | DVD            | Administrateur de sociétés                                                                                                  |
| 23 mai 2020        | En cours         | Sylvie Giner                   | DVD            | Gérante de sociétés, vice-présidente du Conseil départemental d'Indre-et-Loire                                              |

### Politique environnementale

#### Eau potable et assainissement
La gestion des ressources en eau potable et le traitement collectif des eaux usées sont organisés de manière mutualisée pour les deux communes de Montbazon et Veigné.
L'alimentation en eau potable repose sur deux forages situés à Montbazon et qui exploitent la nappe phréatique du Cénomanien ; plus de 7 000 habitants sont abonnés sur les deux communes.
Le traitement des eaux usées pour les deux communes est assuré de manière collective par une unique station d'épuration à boues activées d'une capacité de 12 000 EH installée à Montbazon. Après traitement, les eaux épurées sont rejetées dans l'Indre. Plus de 10 000 habitants des deux communes sont desservis en 2017.

#### Déchets ménagers
Les habitants de Montbazon ont accès à la déchèterie de Sorigny, la proche parmi celles gérées par la communauté de communes. La communauté de communes organise en outre la collecte en porte-à-porte des déchets ménagers et recyclables et des conteneurs répartis sur le territoire recueillent le verre.

#### Fleurissement
Dans son palmarès 2020, le Conseil national des villes et villages fleuris de France attribue deux fleurs à la commune au Concours des villes et villages fleuris.

### Finances locales
Le tableau ci-dessous présente l'évolution de la capacité d'autofinancement, un des indicateurs des finances locales de Montbazon, sur une période de dix ans :
|                      | 2010 | 2011 | 2012 | 2013 | 2014 | 2015 | 2016 | 2017 | 2018 | 2019 |
| -------------------- | ---- | ---- | ---- | ---- | ---- | ---- | ---- | ---- | ---- | ---- |
| Montbazon            | 387  | 133  | 152  | 191  | 190  | -16  | 104  | 211  | 154  | 156  |
| Moyenne de la strate | 166  | 181  | 181  | 177  | 165  | 174  | 177  | 179  | 183  | 191  |

| ■ CAF de Montbazon ■ CAF moyenne de la strate |

Depuis 2010, la capacité d'autofinancement de la commune, se caractérise par de fortes variations ; l'exercice 2015 fait ressortir une valeur légèrement négative. Le fonds de roulement est presque toujours nettement inférieur à celui des autres communes de même taille — il est même négatif en 2012. Le résultat comptable, toujours positif, est extrêmement fluctuant,.

### Jumelages
- Brentwood (Royaume-Uni) depuis 1994[95].

## Population et société

### Démographie
Les habitants de Montbazon sont appelés les Montbazonnais.

#### Évolution démographique
La population de la paroisse de Montbazon évolue entre 160 et 222 feu fiscal feux entre 1687 et 1787, dernière année où cette méthode de recensement « familial » est utilisée, avec une tendance à l'augmentation à partir du milieu des années 1740.
L'évolution du nombre d'habitants est connue à travers les recensements de la population effectués dans la commune depuis 1793. Pour les communes de moins de 10 000 habitants, une enquête de recensement portant sur toute la population est réalisée tous les cinq ans, les populations de référence des années intermédiaires étant quant à elles estimées par interpolation ou extrapolation. Pour la commune, le premier recensement exhaustif entrant dans le cadre du nouveau dispositif a été réalisé en 2004.

En 2022, la commune comptait 4 839 habitants, en évolution de +15,16 % par rapport à 2016 (Indre-et-Loire : +1,67 %, France hors Mayotte : +2,11 %).
| 1793 | 1800 | 1806 | 1821  | 1831  | 1836  | 1841  | 1846  | 1851  |
| ---- | ---- | ---- | ----- | ----- | ----- | ----- | ----- | ----- |
| 800  | 947  | 888  | 1 020 | 1 080 | 1 180 | 1 181 | 1 116 | 1 145 |

| 1856  | 1861  | 1866  | 1872  | 1876  | 1881  | 1886  | 1891  | 1896  |
| ----- | ----- | ----- | ----- | ----- | ----- | ----- | ----- | ----- |
| 1 096 | 1 074 | 1 090 | 1 032 | 1 179 | 1 181 | 1 197 | 1 143 | 1 143 |

| 1901  | 1906  | 1911  | 1921  | 1926  | 1931  | 1936  | 1946  | 1954  |
| ----- | ----- | ----- | ----- | ----- | ----- | ----- | ----- | ----- |
| 1 127 | 1 150 | 1 161 | 1 150 | 1 089 | 1 086 | 1 096 | 1 697 | 1 267 |

| 1962  | 1968  | 1975  | 1982  | 1990  | 1999  | 2004  | 2006  | 2009  |
| ----- | ----- | ----- | ----- | ----- | ----- | ----- | ----- | ----- |
| 1 622 | 1 903 | 2 447 | 3 011 | 3 354 | 3 434 | 3 713 | 3 953 | 3 904 |

| 2014  | 2019  | 2022  | - | - | - | - | - | - |
| ----- | ----- | ----- | - | - | - | - | - | - |
| 4 140 | 4 542 | 4 839 | - | - | - | - | - | - |

|                                           | 1968 - 1975 | 1975 - 1982 | 1982 - 1990 | 1990 - 1999 | 1999 - 2007 | 2007 - 2012 | 2012 - 2017 |
| ----------------------------------------- | ----------- | ----------- | ----------- | ----------- | ----------- | ----------- | ----------- |
| Taux de variation annuel de la population | + 3,7 %     | + 3,0 %     | + 1,4 %     | + 0,3 %     | + 1,7 %     | + 0,4 %     | + 1,4 %     |
| Solde naturel                             | + 0,8 %     | + 0,2 %     | + 0,3 %     | + 0,3 %     | + 0,5 %     | + 0,6 %     | + 0,6 %     |
| Solde migratoire                          | + 2,8 %     | + 2,8 %     | + 1,1 %     | 0,0 %       | + 1,3 %     | - 0,1 %     | + 0,8 %     |

La population montbazonnaise reste relativement constante des années 1840 à la fin de la Seconde Guerre mondiale, entre 1 000  et   1 100 habitants. C'est alors que s'amorce une croissance démographique, assez régulière des années 1960 jusqu'à 2017. Sur la période 1968-2017, où des données plus détaillées sont disponibles, cette croissance est le fruit d'un solde migratoire toujours positif, à une exception près, mais aussi d'une évolution naturelle où les naissances sont toujours plus nombreuses que les décès.

#### Pyramides des âges
La population de la commune est relativement jeune.
En 2018, le taux de personnes d'un âge inférieur à 30 ans s'élève à 35,3 %, soit au-dessus de la moyenne départementale (34,9 %). À l'inverse, le taux de personnes d'âge supérieur à 60 ans est de 23,9 % la même année, alors qu'il est de 27,8 % au niveau départemental.
En 2018, la commune comptait 2 215 hommes pour 2 213 femmes, soit un taux de 50,02 % d'hommes, légèrement supérieur au taux départemental (48,09 %).
Les pyramides des âges de la commune et du département s'établissent comme suit.
| Hommes | Classe d’âge | Femmes |
| ------ | ------------ | ------ |
| 0,6    | 90 ou +      | 1,0    |
| 7,2    | 75-89 ans    | 8,0    |
| 14,7   | 60-74 ans    | 16,3   |
| 19,8   | 45-59 ans    | 20,4   |
| 20,5   | 30-44 ans    | 21,0   |
| 15,7   | 15-29 ans    | 13,5   |
| 21,6   | 0-14 ans     | 19,9   |

| Hommes | Classe d’âge | Femmes |
| ------ | ------------ | ------ |
| 0,9    | 90 ou +      | 2,2    |
| 7,9    | 75-89 ans    | 10,2   |
| 17,3   | 60-74 ans    | 18,1   |
| 19,8   | 45-59 ans    | 19,1   |
| 17,9   | 30-44 ans    | 17,2   |
| 18,5   | 15-29 ans    | 17,5   |
| 17,6   | 0-14 ans     | 15,6   |

### Petite enfance, enseignement et jeunesse

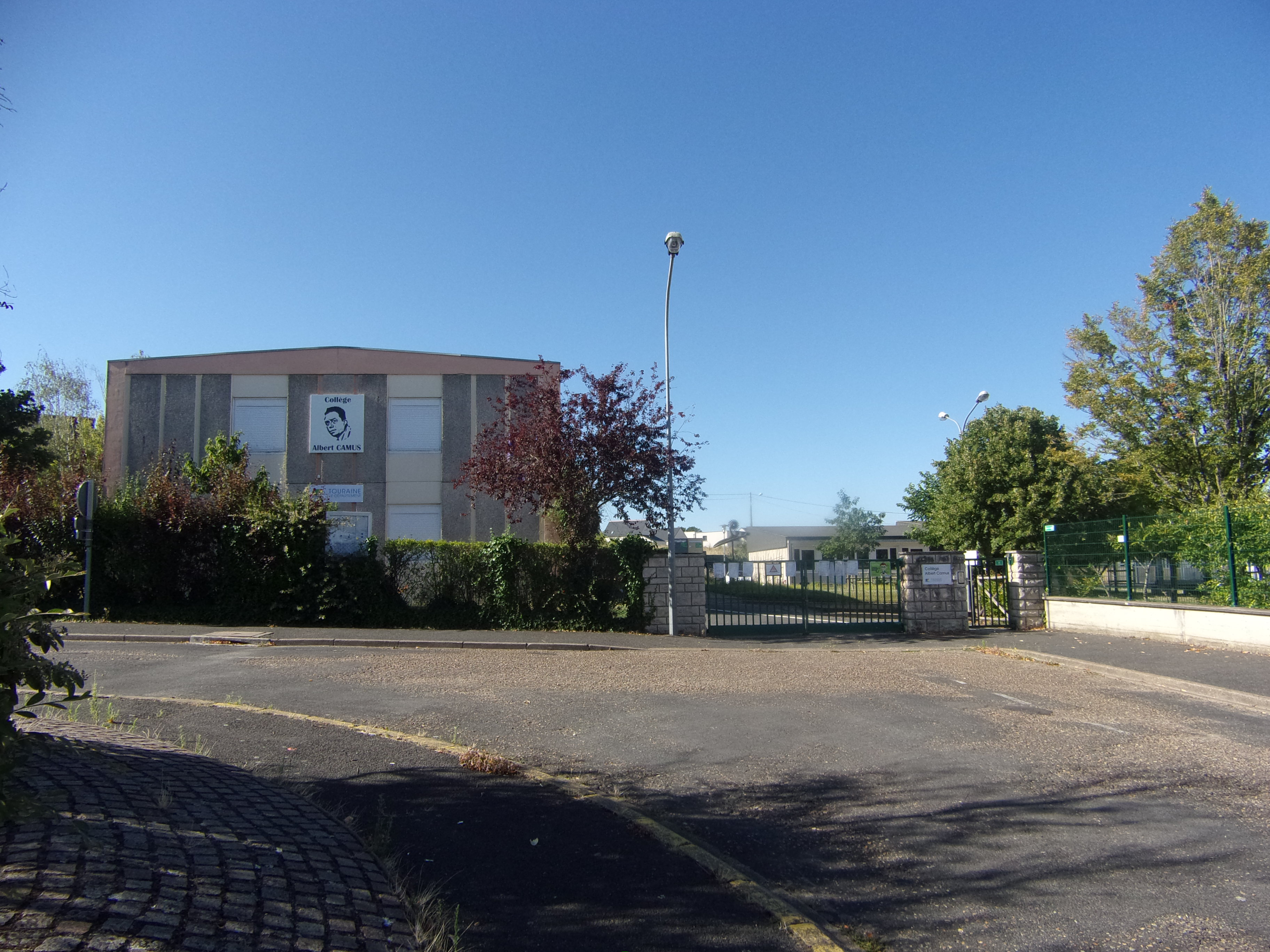
Entrée du collège Albert-Camus.

Montbazon dispose d'une maison d'assistance maternelle pouvant accueillir seize enfants, dix-neuf assistantes maternelles proposant leurs services sur la commune.
Deux établissements du cycle primaire sont présents sur la commune : l'école maternelle Jean-Le Bourg (sept classes) et l'école élémentaire Guillaume-Louis. Le collège public Albert-Camus (vingt-deux classes) et le collège privé Saint-Gatien accueillent les élèves de la sixième à la troisième. Les collégiens des communes de Sorigny, Veigné et Villeperdue sont également scolarisés au collège Albert-Camus. La carte scolaire départementale prévoit en outre que la scolarité se poursuive au lycée Jean-Monnet de Joué-lès-Tours.

### Santé, services d'urgence et sécurité

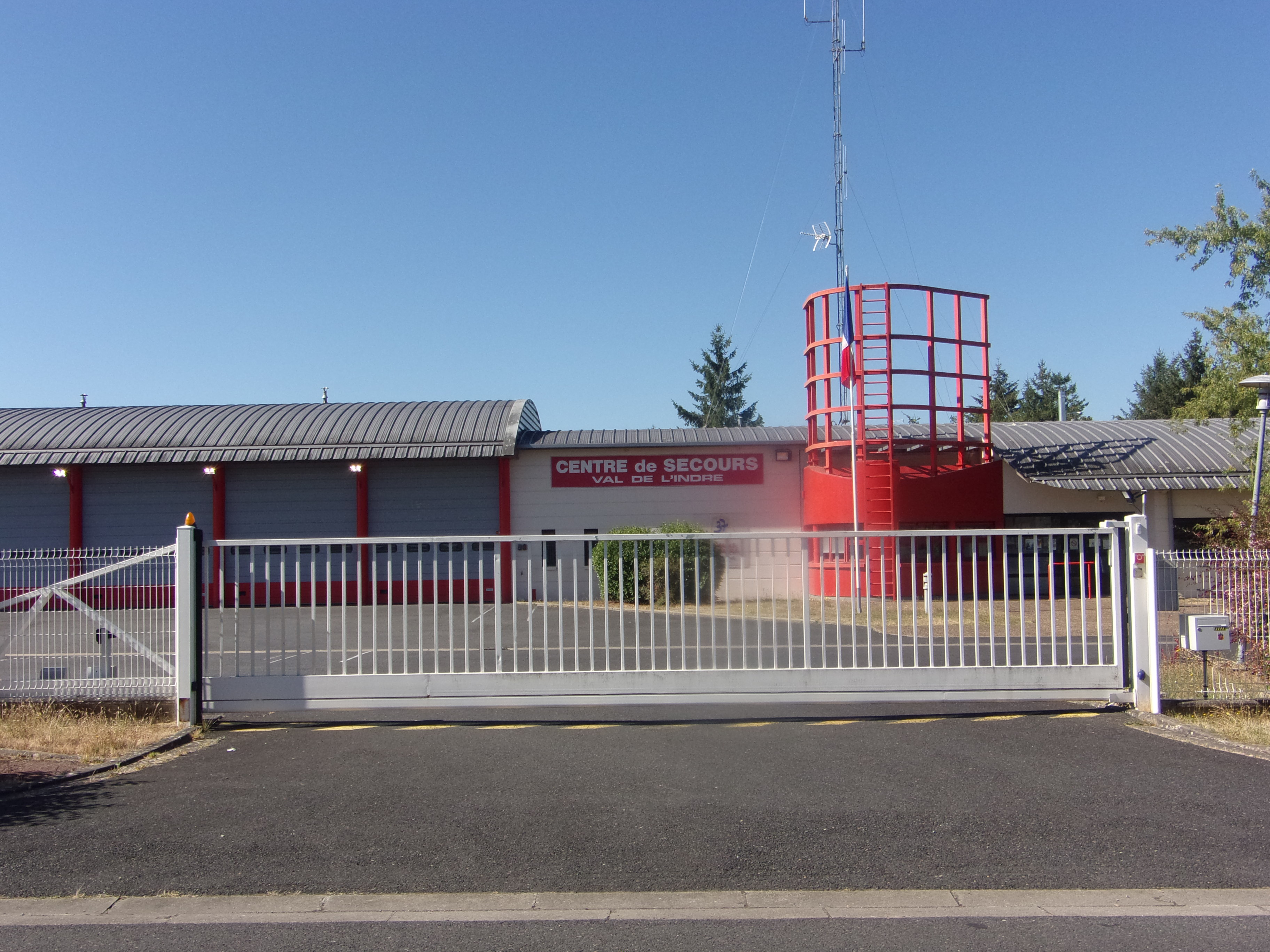
Centre de secours.

De nombreux professionnels dans le domaine de la santé sont installés à Montbazon, médecins généralistes ou spécialistes, pharmacie, laboratoire d'analyses médicales. Les hôpitaux les plus proches de Monts sont le centre hospitalier régional universitaire de Tours, à Chambray-lès-Tours et le pôle santé Léonard-de-Vinci situés tous deux à Chambray-lès-Tours à environ un quart d'heure de trajet automobile de Montbazon.
La commune accueille centre de première intervention (CPI) des sapeurs-pompiers.
Une brigade de gendarmerie est installée sur le territoire montbazonnais.

### Sports et culture

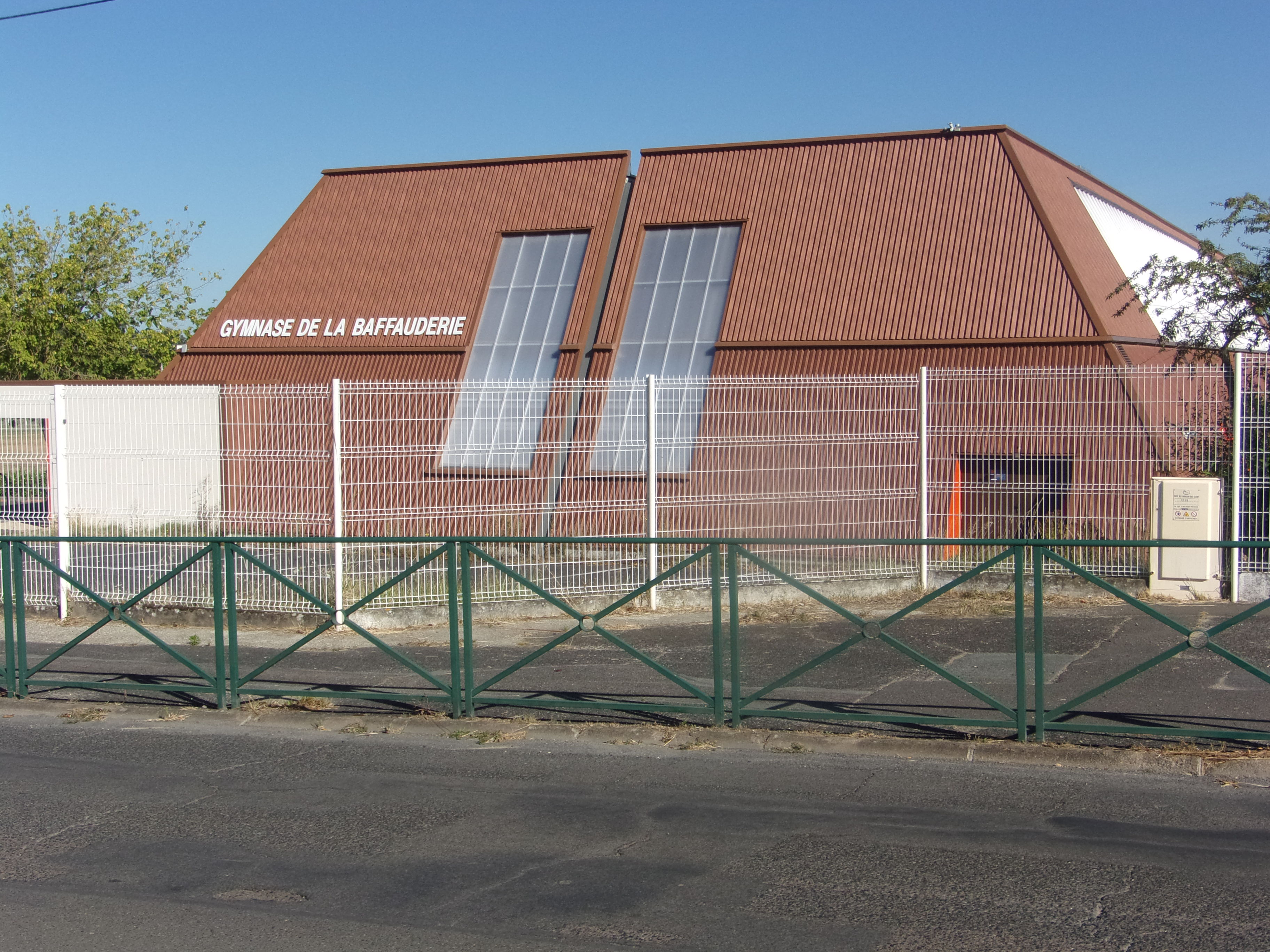
Gymnase de la Baffauderie.

#### Équipements collectifs
Montbazon dispose de quatre salles accessibles aux particuliers et aux associations ; elles accueillent aussi des manifestations cultures, des expositions, etc..
Plusieurs équipements sportifs sont implantés sur le territoire. Au nord de l'Indre, dans le parc de la Grange-Rouge et à proximité se trouvent les équipements de plein air : terrain multi-sports, courts de tennis, minigolf, skatepark. Les gymnases et structures couvertes sont regroupés au sud de l'Indre, non loin du collège Albert-Camus.

### Médias et numérique
Le quotidien régional La Nouvelle République du Centre-Ouest consacre quelques pages de son édition Indre-et-Loire à l’actualité du canton de Monts. La commune de Montbazon édite annuellement un bulletin d'informations municipales. La chaîne de télévision TV Tours Val de Loire et la station de radio France Bleu Touraine relaient les informations locales.
Le 1er mars 2010, Montbazon lance sa web radio. Elle consiste à faire connaître l'actualité de Montbazon et à écouter de la musique 24 heures sur 24.
La commune ne possède pas en 2020 de réseau à haut débit par fibre optique.

### Culte catholique
Le territoire de la commune dépend de la paroisse Saint-Brice au sein du doyenné de Loches lui-même partie de l'archidiocèse de Tours, au même titre que six autres doyennés. L'église Notre-Dame accueille, en alternance avec d'autres églises de la paroisse, des offices dominicaux.

## Économie

### Revenus et fiscalité
En 2015, le revenu fiscal médian par ménage est de 38 113 €, alors que la moyenne départementale s'établit à 32 011 € et que celle de la France métropolitaine est de 32 409 €. La même année, le revenu disponible par ménage est de 24 070 € dans la commune contre une moyenne de 21 750 € au niveau départemental. En outre, le taux de pauvreté est de 5,0 % des ménages fiscaux à Montbazon alors qu'il s'établit à 13,0 % au niveau départemental.

### Emploi
Les deux tableaux ci-dessous présentent les chiffres-clés de l'emploi à Montbazon et leur évolution de 2007 à 2017, :
|                               | Montbazon 2007 | Montbazon 2017 | Évolution |
| ----------------------------- | -------------- | -------------- | --------- |
| Population de 15 à 64 ans     | 2 432          | 2 622          | - 7,8 %   |
| Actifs (en %)                 | 74,2           | 78,8           | + 6,2 %   |
| dont :                        |                |                |           |
| Actifs ayant un emploi (en %) | 69,2           | 72,7           | + 5,1 %   |
| Chômeurs (en %)               | 5,1            | 6,1            | + 19,6 %  |

|                                      | Montbazon 2007 | Montbazon 2017 | Évolution |
| ------------------------------------ | -------------- | -------------- | --------- |
| Nombre d'emplois dans la zone        | 1 575          | 1 323          | - 16,0 %  |
| Indicateur de concentration d'emploi | 93,4           | 68,5           | - 26,7 %  |

De 2007 à 2017, l'évolution de l'emploi à Montbazon est notable. La population active augmente de manière significative, tout comme le pourcentage d'actifs. Pour autant, sur la même période, les emplois proposés à Montbazon sont beaucoup moins nombreux, ce qui induit une détérioration importante de l'indicateur de concentration d'emploi.
Le taux de chômage, selon les critères définis lors du recensement, a fortement augmenté et touche plus de 15 à 20 % des jeunes de 15  à   24 ansselon leur sexe, les plus pénalisées étant les femmes. Sur les 1 931 Montbazonnais pourvus d'un emploi, seuls 299 travaillent dans la commune elle-même,.
En 2015, les trois plus importants des 338 établissements installés à Montbazon emploient ensemble plus de 200 salariés sur les 927 recensés sur le territoire communal. Ce sont la commune elle-même, une entreprise de confection d'uniformes haut de gamme et une unité de transformation de viande de boucherie.

### Tissu économique
Le tableau ci-dessous détaille le nombre d'établissements implantés à Montbazon selon leur secteur d'activité et le nombre de leurs salariés :
|                                                              | Total | %     | 0 salarié | 1 à 9 salariés | 10 à 19 salariés | 20 à 49 salariés | 50 salariés ou plus |
| ------------------------------------------------------------ | ----- | ----- | --------- | -------------- | ---------------- | ---------------- | ------------------- |
| Ensemble                                                     | 338   | 100,0 | 233       | 78             | 16               | 8                | 3                   |
| Agriculture, sylviculture et pêche                           | 1     | 0,3   | 1         | 1              | 0                | 0                | 0                   |
| Industrie                                                    | 18    | 5,3   | 7         | 7              | 2                | 2                | 0                   |
| Construction                                                 | 31    | 9,2   | 21        | 9              | 1                | 0                | 0                   |
| Commerce, transports, services divers                        | 231   | 68,3  | 159       | 56             | 10               | 4                | 2                   |
| dont commerce et réparation automobile                       | 55    | 16,3  | 40        | 11             | 2                | 2                | 0                   |
| Administration publique, enseignement, santé, action sociale | 57    | 16,9  | 45        | 6              | 3                | 2                | 1                   |
| Champ : ensemble des activités.                              |       |       |           |                |                  |                  |                     |

De 2016 à 2018, ce sont 90 nouvelles entreprises qui sont créées à Montbazon.
La surface agricole utilisée, de 159 ha, qui peut inclure des parcelles situées sur d'autres communes, ne permet pas à l'agriculture d'être une composante importante de l'économie locale. Une seule exploitation a son siège sur le territoire montbazonnais.

## Culture locale et patrimoine

### Lieux et monuments

#### Architecture militaire
Le donjon de Montbazon est l'un des premiers donjons médiévaux, datant de l'an 1000 environ. Il fait partie des nombreux donjons attribués à Foulque Nerra. Les remparts du XVe siècle protégeaient le logis. Initialement, la hauteur du donjon était de 36 mètres. Sa forme rectangulaire est typique de l'époque (pas de problème d'artillerie). Le château devint la propriété de la famille Rohan vers 1490. Au sommet du donjon, l'abbé Chauvin fit mettre en place, en 1866, la statue représentant la Vierge portant l'enfant Jésus, en imitation de Vierge noire, mesurant 9,50 m de hauteur et pesant 8 tonnes. Le château est visitable et a été aménagé pour le public après des années d'abandon. En 2000, un projet de restauration du donjon a été lancé grâce à une initiative privée. En 2007, les travaux de consolidation et de réparation sont arrivés à leur terme, permettant l'accueil du public dans l'édifice. Les interventions suivantes, en 2010, aboutissent au dégagement de trois niveaux des passages souterrains et à l'aménagement des différentes salles de musées et d'accueil du public. Depuis 2010, l’association des Chevaliers du Faucon Noir, reconnue d’intérêt général, est chargée de la gestion de la forteresse et propose des visites et des animations. Le donjon fait l’objet d’une inscription au titre des monuments historiques par arrêté du 28 octobre 1926, le site castral fait l’objet d’une inscription au titre des monuments historiques par arrêté du 24 mai 2012.
La motte de Bazonneau est une motte artificielle d'environ 40 m de diamètre et 10 m de haut, située à quelque 600 m au sud-sud-est du donjon principal et encore partiellement entourée de douves. La date de son édification et son rôle, élément de défense avancée de la citadelle ou au contraire motte édifiée par ses assiégeants, font encore débat.

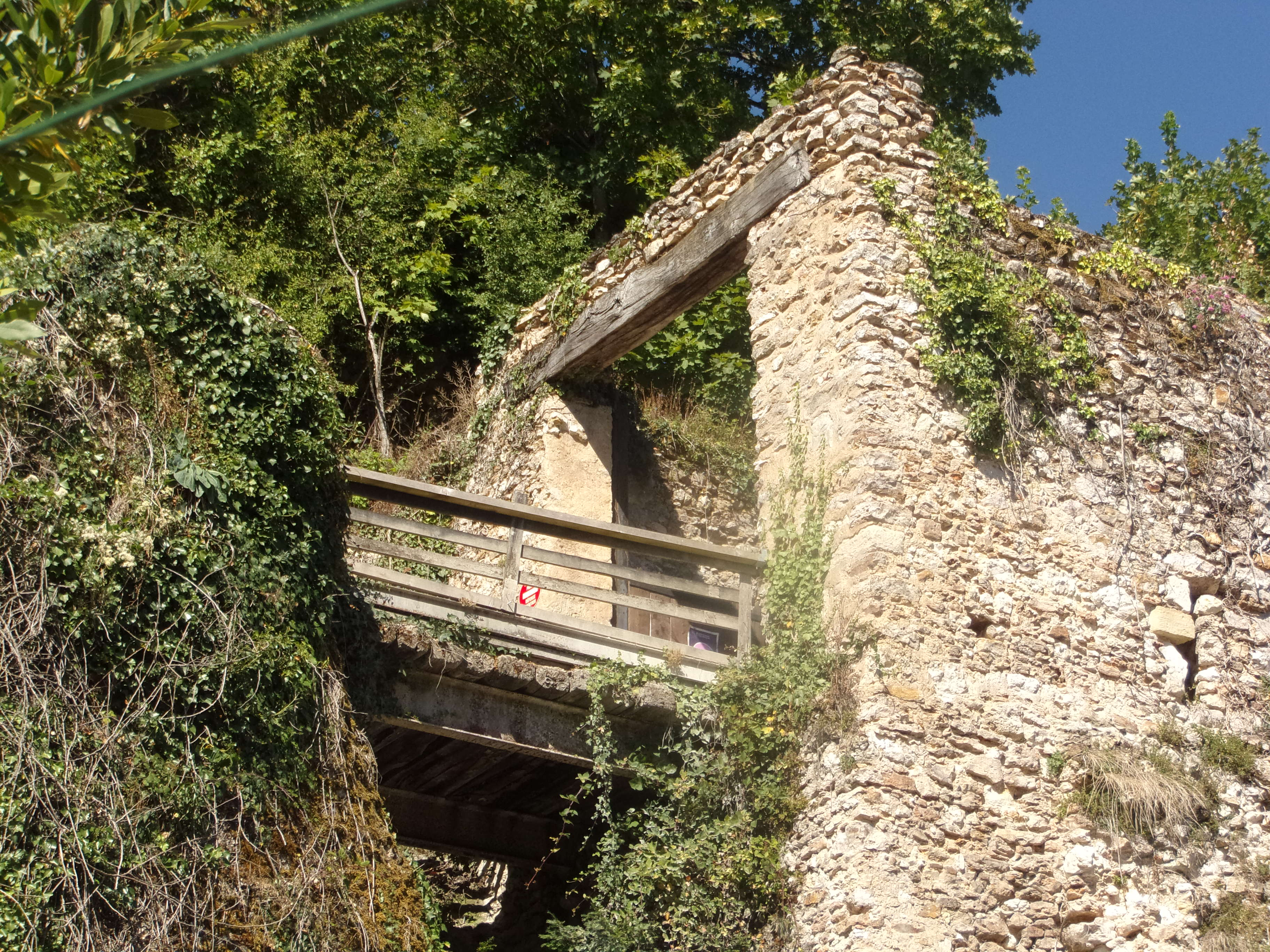
Pont-levis oriental d'accès à la forteresse.
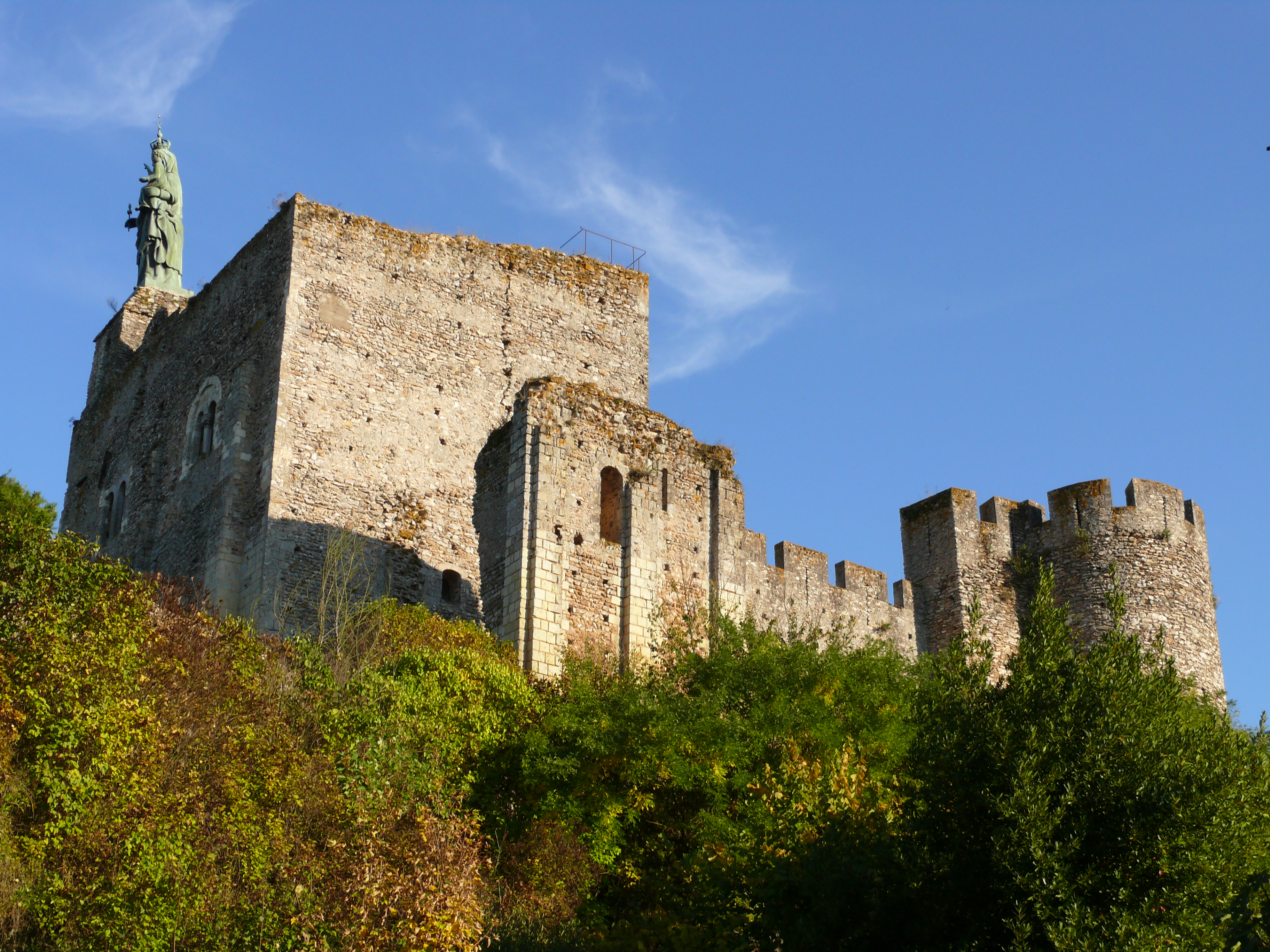
Le donjon, surmonté de sa Vierge noire, et les remparts.
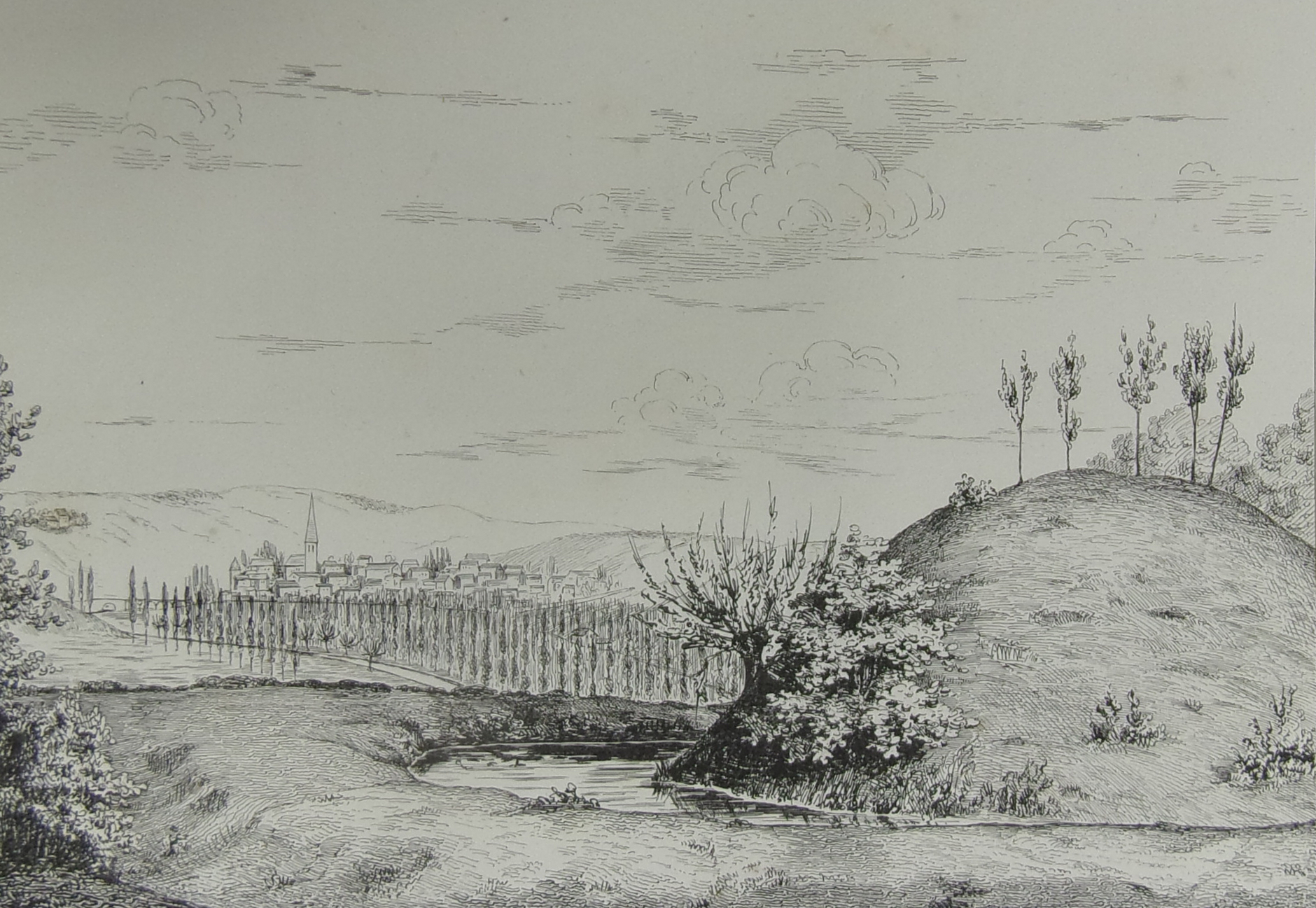
Motte de Bazonneau vers 1840.
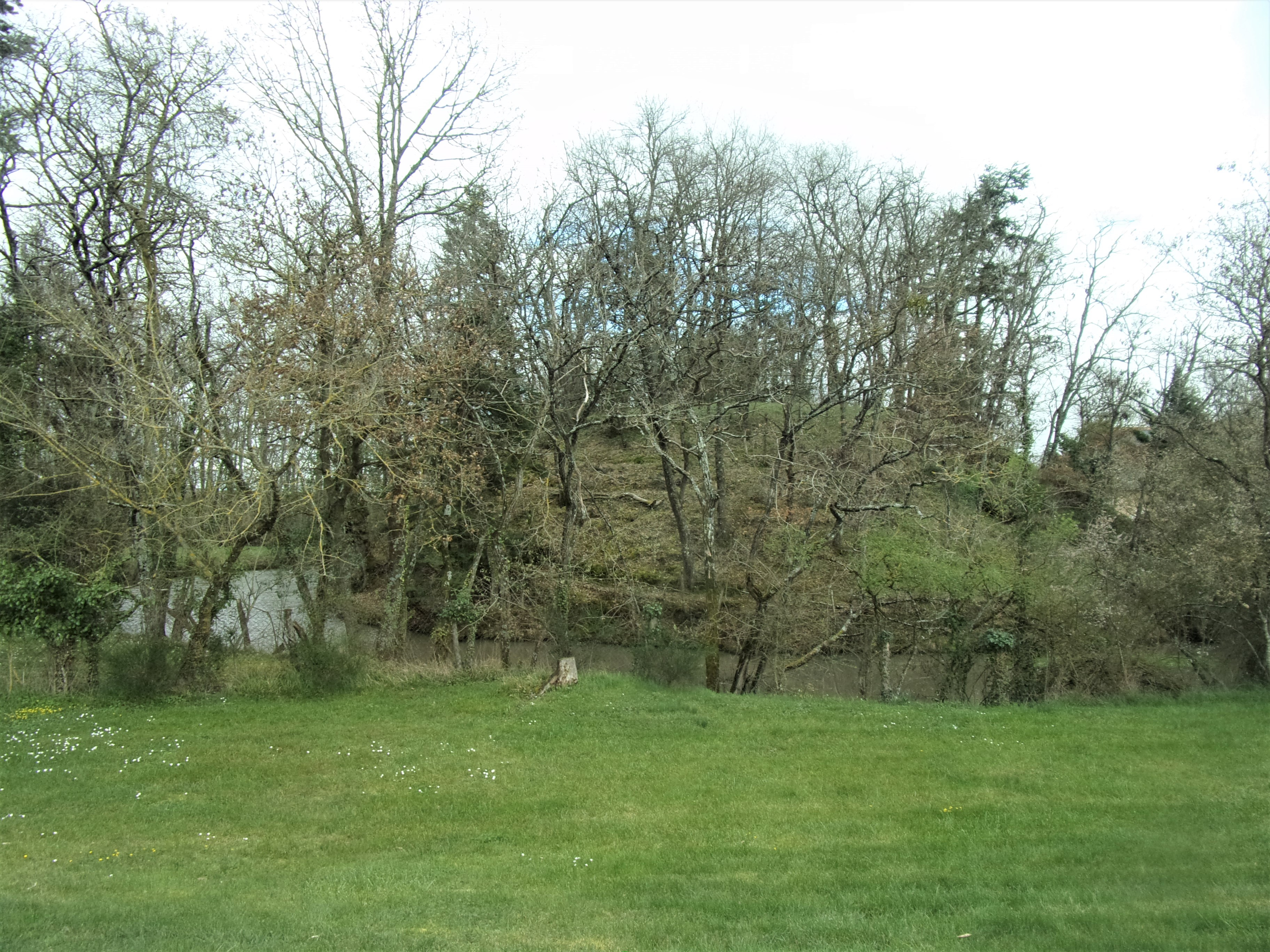
Motte de Bazonneau en 2020.

#### Architecture religieuse
L'église Notre-Dame-de-Bonne-Aide est reconstruite en de 1851 à 1862 en style néo-roman, à l'emplacement de l'ancienne église Notre-Dame édifiée au XIIe siècle et appartenant à l'abbaye de Cormery,. Ses murs sont revêtus intérieurement de peintures au pochoir.
L'hôtel-Dieu, fondé au début des années 1470, est implanté le long de la route de Tours (actuelle rue Emmanuel-Brault) jusque vers 1740 avant que la nouvelle route d'Espagne ne soit percée. Il fonctionne jusqu'en 1799, lorsqu'il est transformé en tannerie. Il en subsiste la chapelle, partiellement inscrite comme monument historique en 1981.

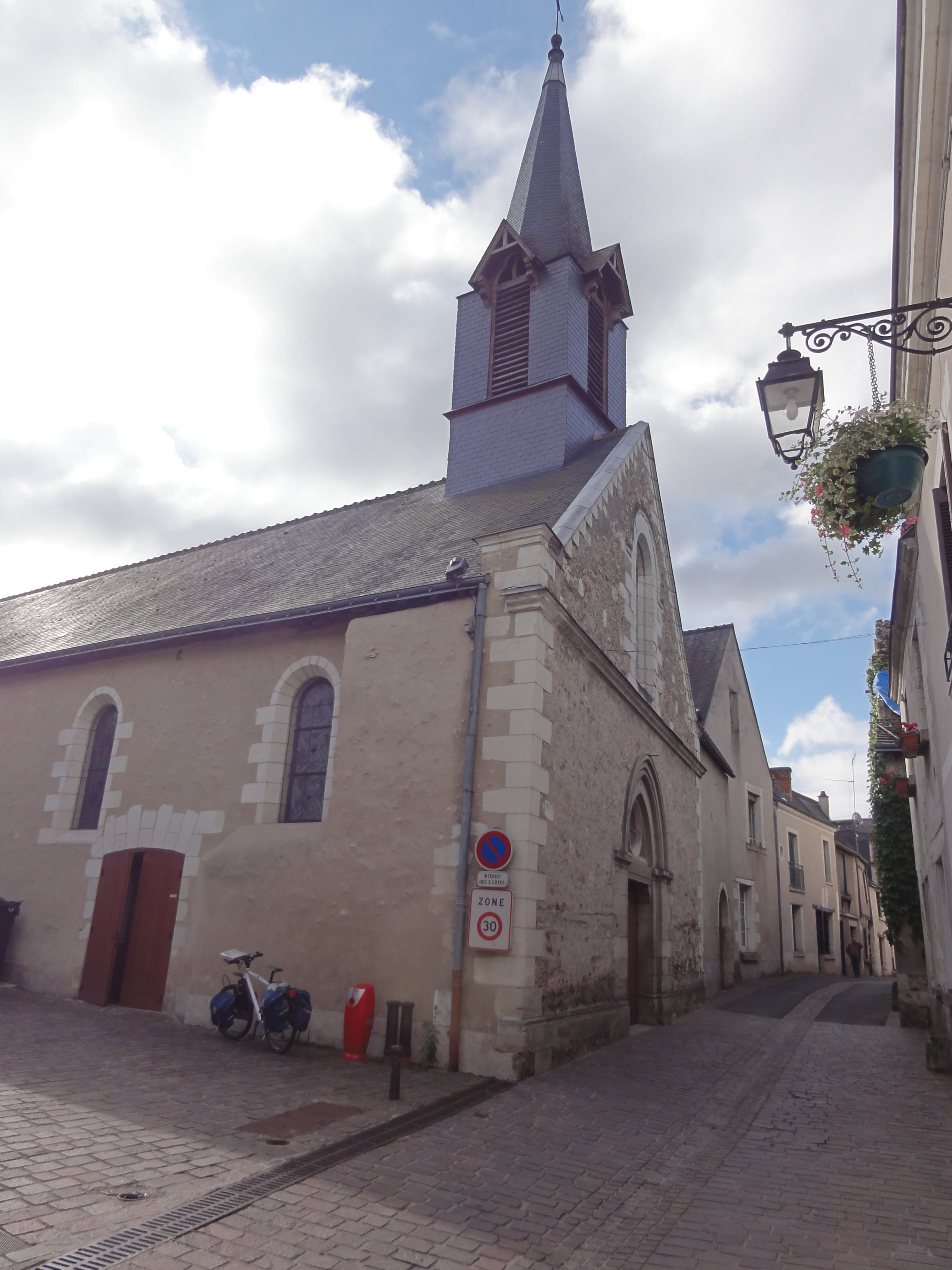
Église Notre-Dame, vue extérieure.
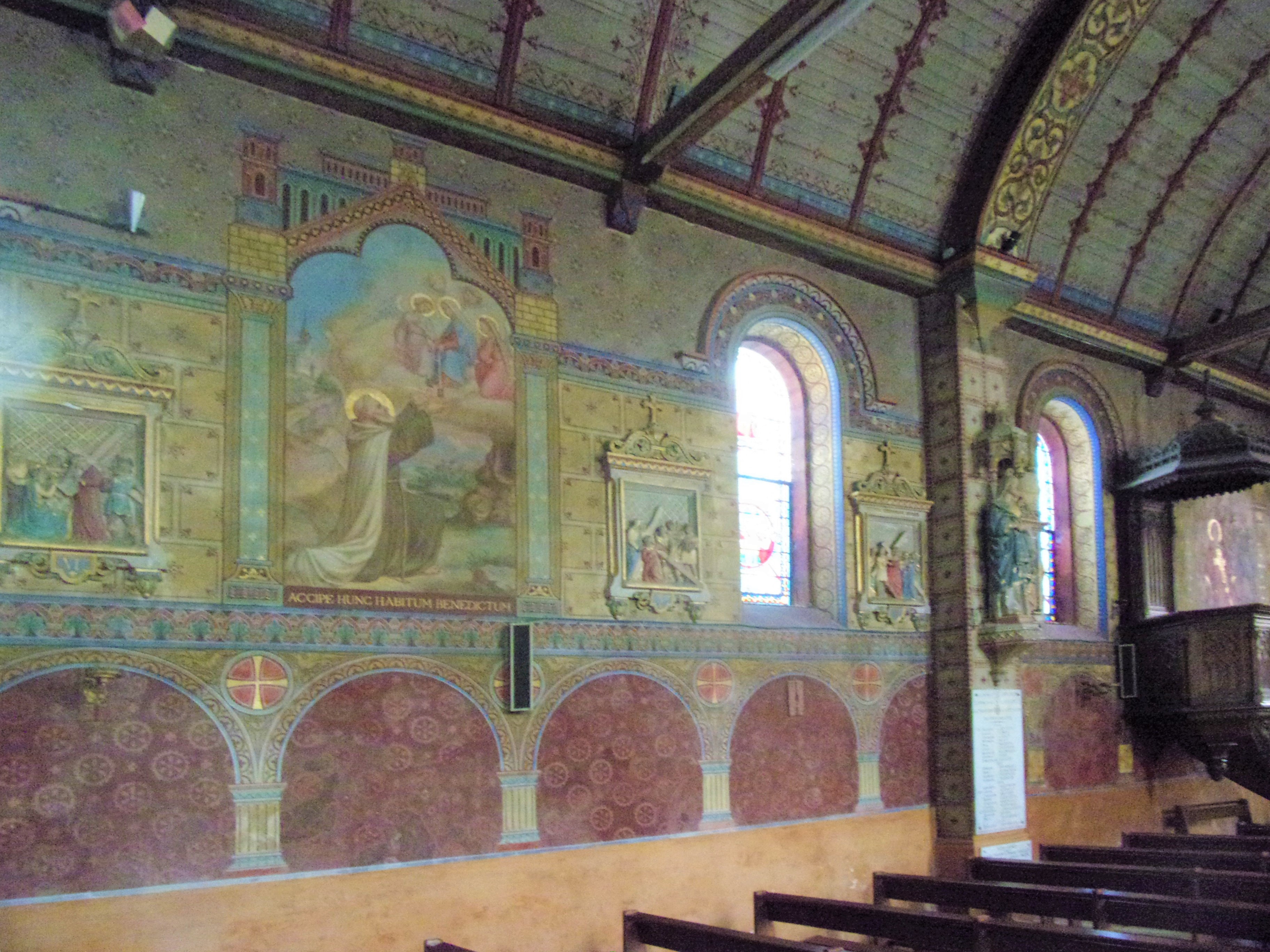
Église Notre-Dame, vue intérieure.
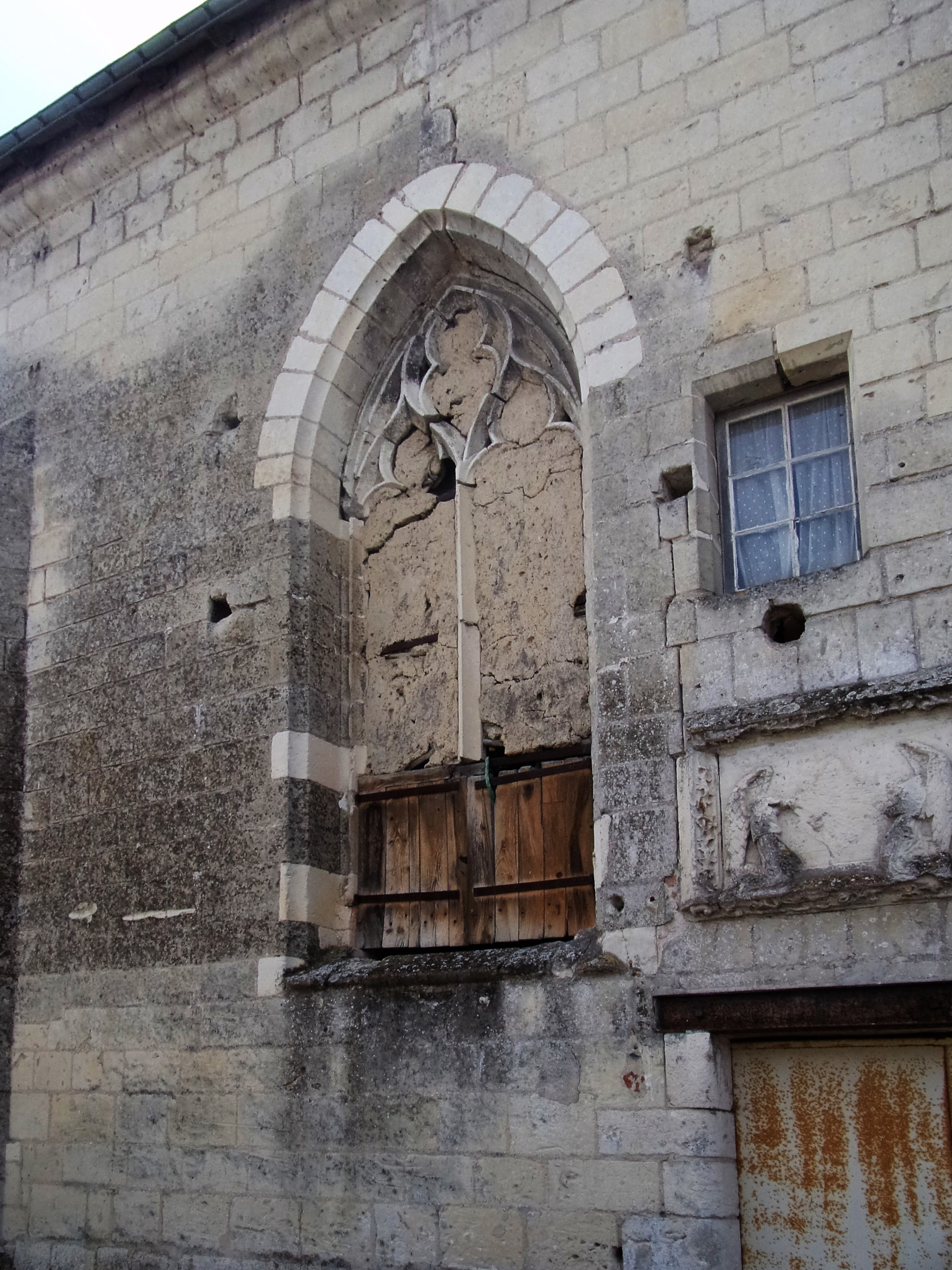
Baie de la chapelle de l'hôtel-Dieu.

#### Architecture civile
Le château d'Artigny est reconstruit entre 1912 et 1928 en remplacement d'un manoir de style Louis XV édifié en 1769 sur le modèle du château de Champlâtreux (Val-d'Oise). Il sert de résidence, six mois par an, au parfumeur, patron de presse et homme politique François Coty. Depuis 1959, c'est un grand hôtel.
Le manoir de la Grange Rouge est situé non loin de la rive droite de l'Indre et de la D910. Construit au XVe siècle mais presque entièrement détruit au XIXe siècle, il conserve son rez-de-chaussée surélevé d'un étage et prolongé à l'ouest par des constructions modernes. Depuis 1959, propriété de la commune, il est intégré à un centre de loisirs.
La construction de la métairie de la Vennetière, non loin de la Grange Rouge, ne semble remonter bien avant le début du XVIIe siècle. Fortement délabré, le corps de bâtiment principal conserve sa façade orientale aux fenêtres à meneaux largement murées. Le pignon sud s'orne lui aussi d'une fenêtre à meneaux murée. Lors de la crue de 1770, le logis de la Vennetière est inondé par plus de 2,50 m d'eau.

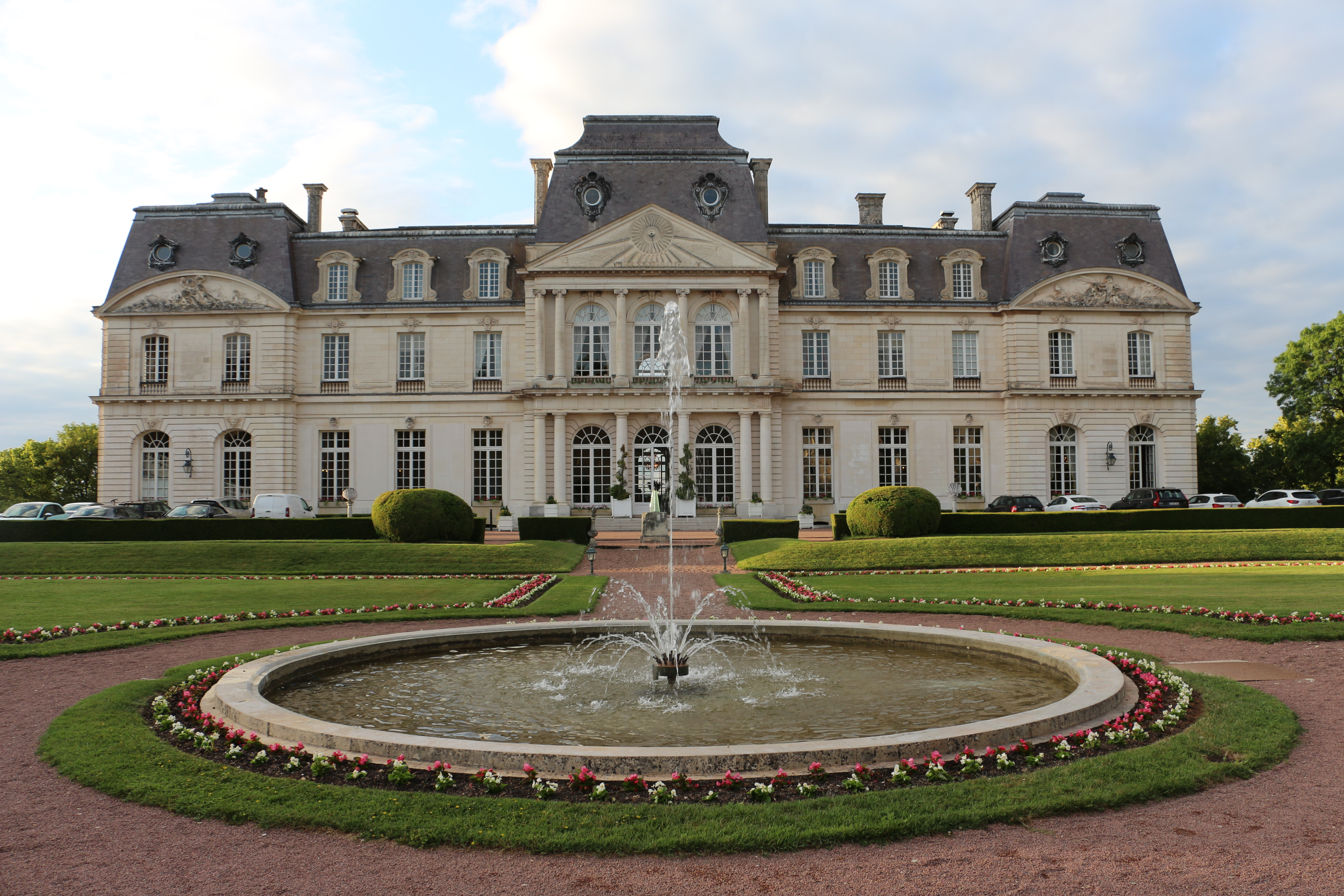
Château d'Artigny.
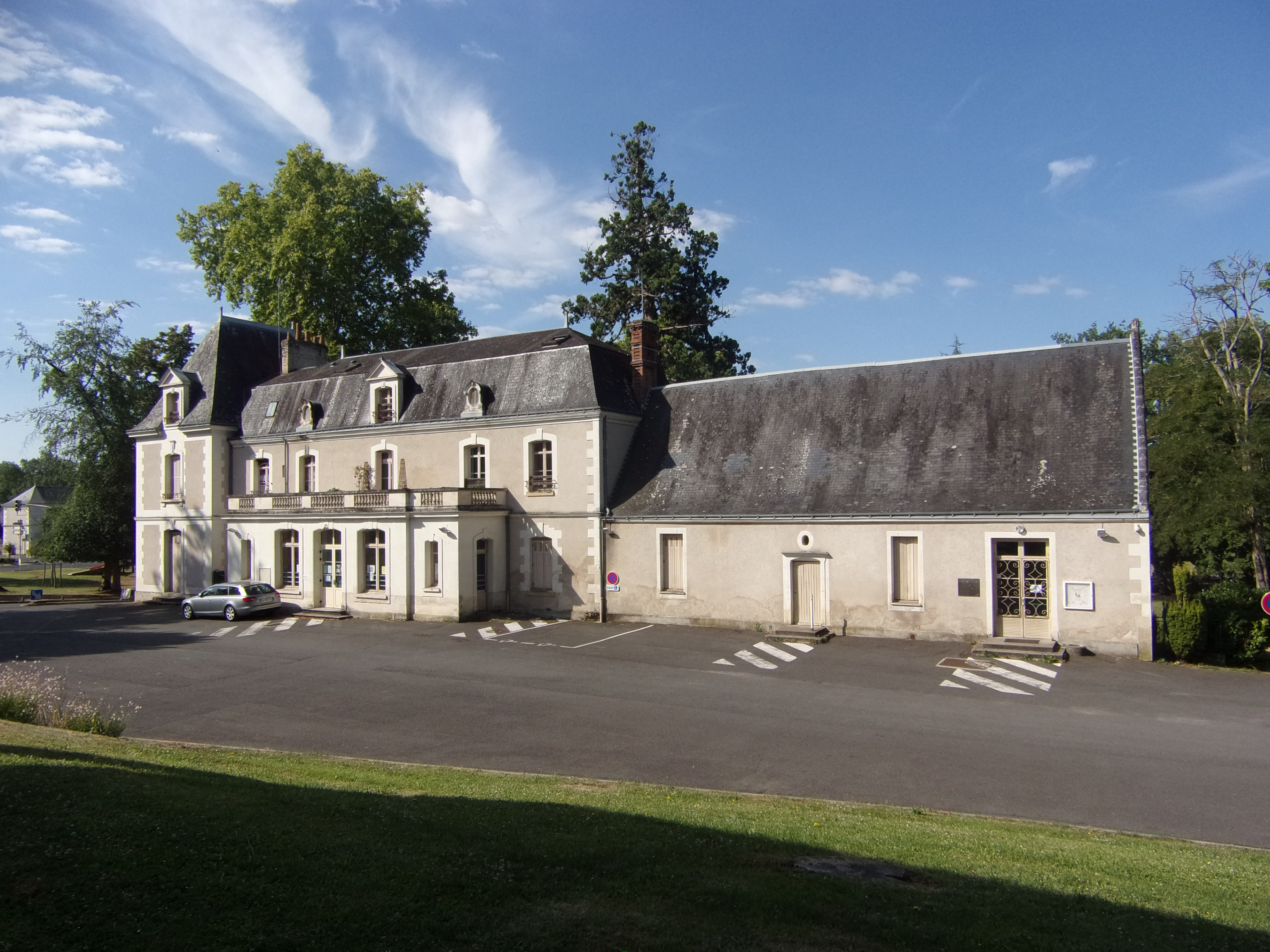
Manoir de la Grange Rouge.
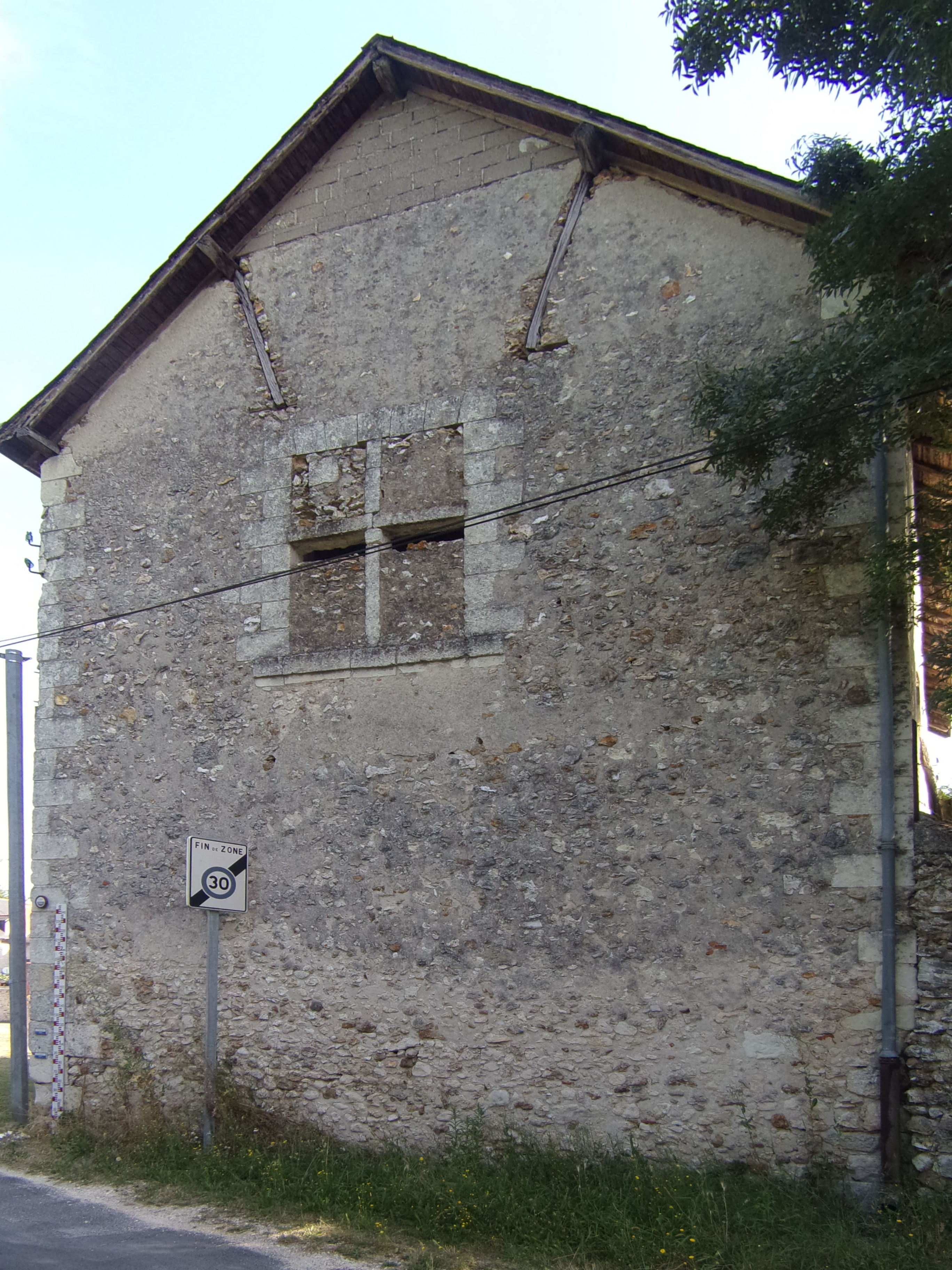
Métairie de la Vennetière.

Le pont Saint-Jean-Baptiste est réalisé en suivant les plans de l'ingénieur des Ponts et Chaussées Mathieu Bayeux ; il est construit entre 1754 et 1758 et permet à la route d'Espagne (actuelle D910) de traverser l'Indre. Malgré sa violence, la crue de l'Indre de 1770 ne le détruit pas.
L'hôtel de ville, construit à l'emplacement d'un ancien bras de l'Indre, repose sur des pilotis qui assurent la stabilité de ses fondations,. L'édifice est réalisé en 1836 sur des plans de Gustave Guérin pour ce qui est de son rez-de-chaussée. Son entrée est alors protégée par un porche à colonnes surmonté d'un fronton triangulaire, mais ce dispositif est par la suite démoli et un étage dans le style Restauration est ajouté en 1883. Une horloge fabriquée par Paul Odobey fils à Morez (Jura) est installée sur sa toiture et son mécanisme toujours fonctionnel est visible dans une salle à l'étage inférieur.

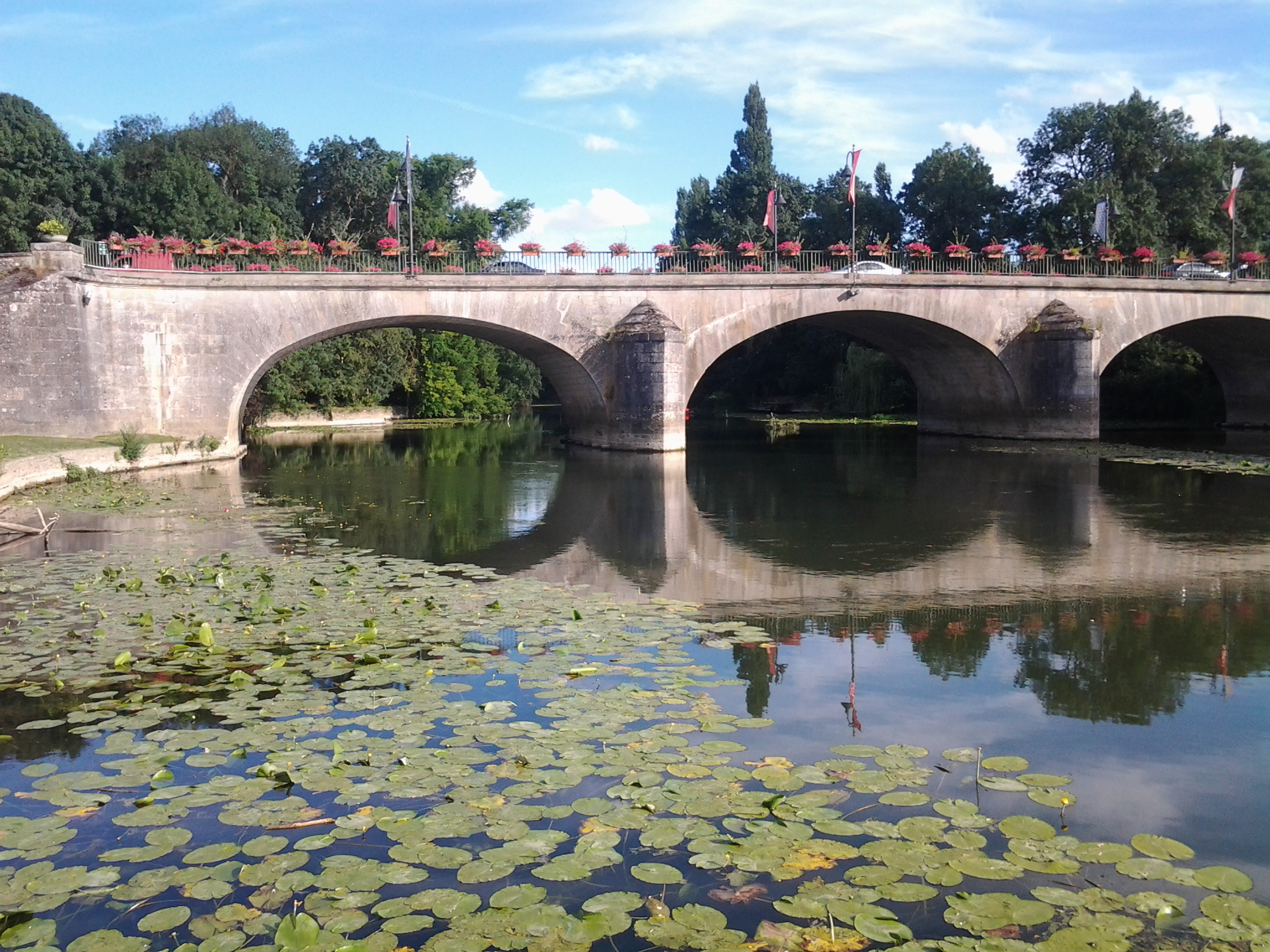
Pont Saint-Jean-Baptiste.
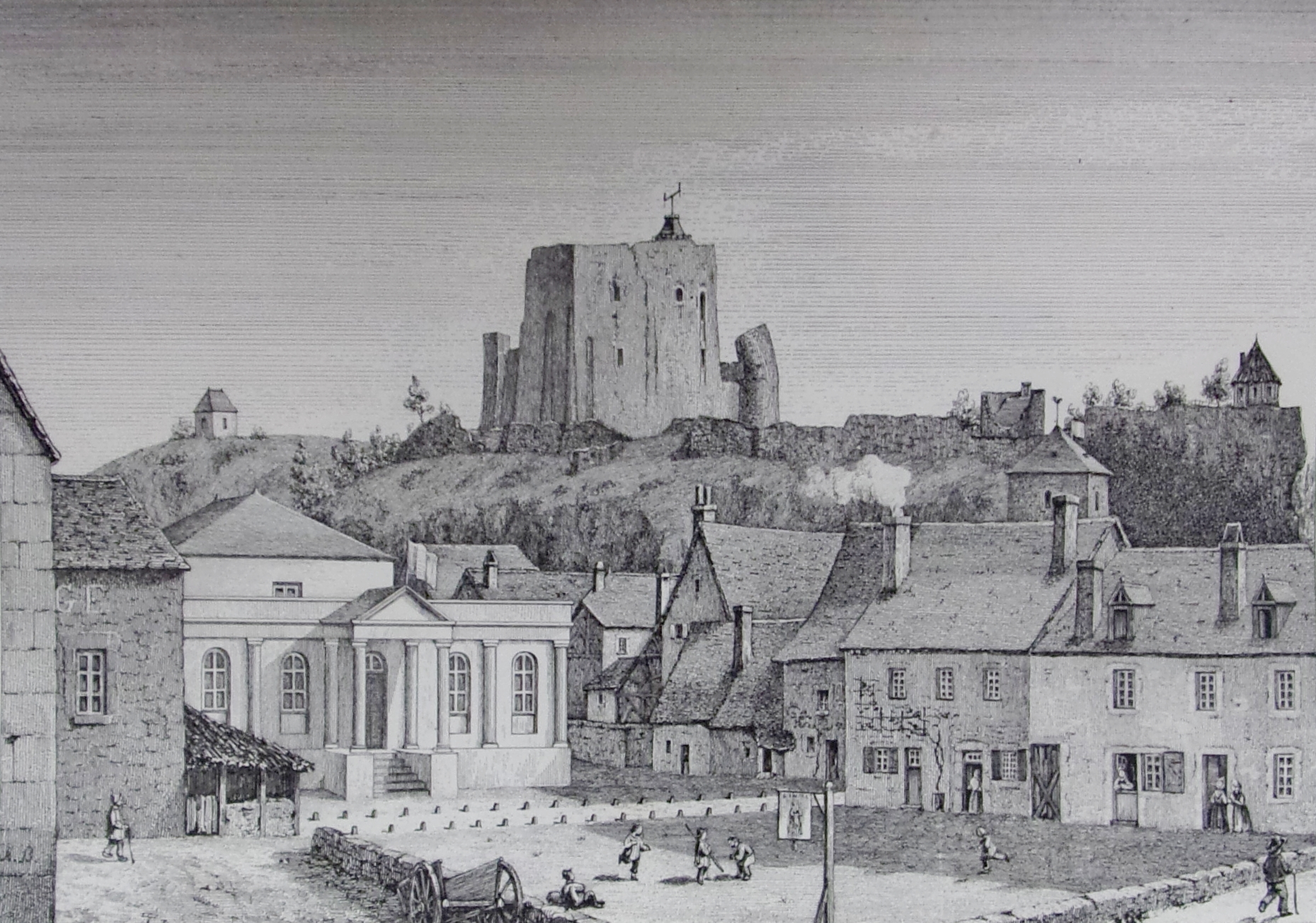
Hôtel de ville (premier état).
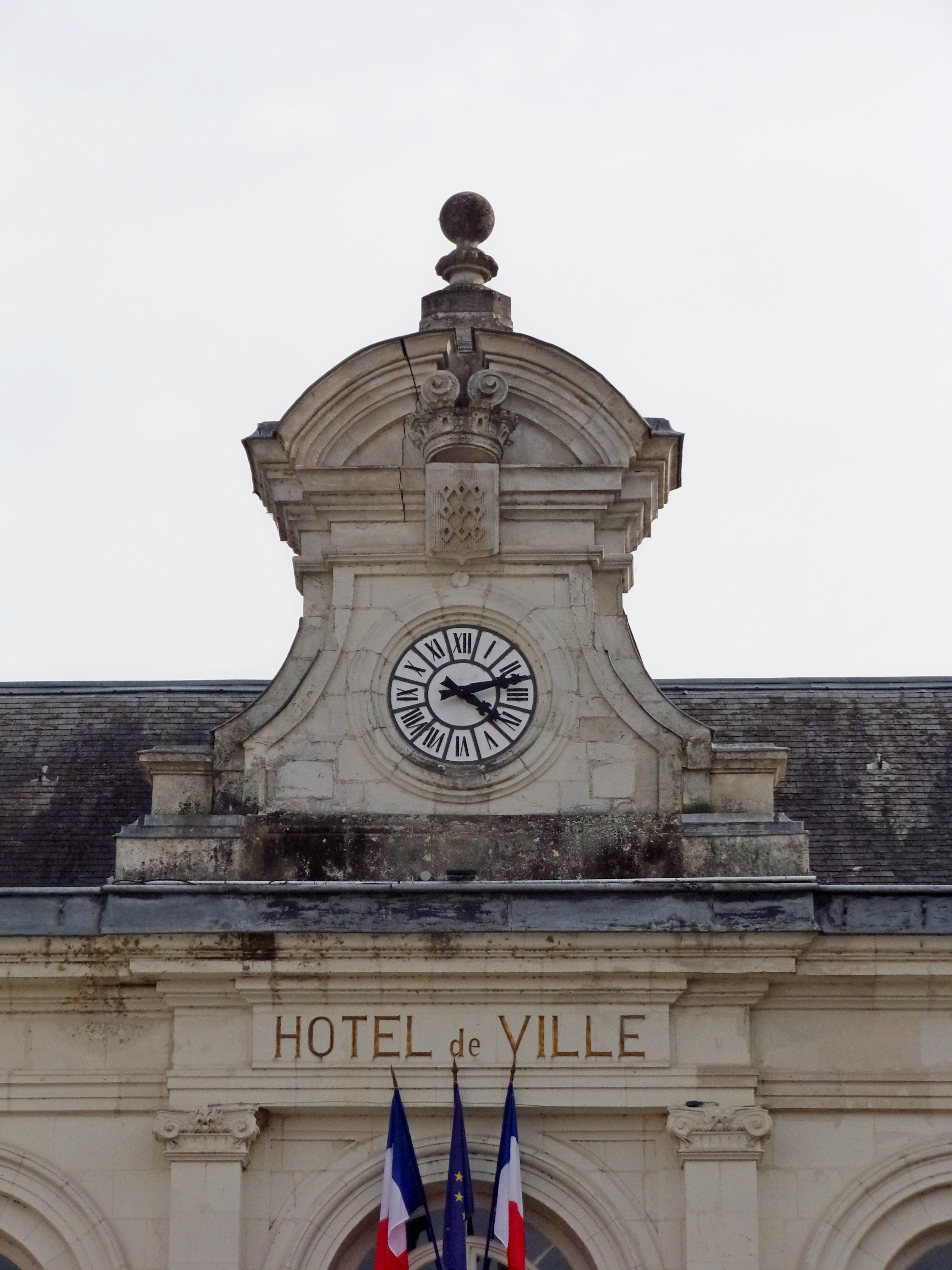
Horloge de l'hôtel de ville.
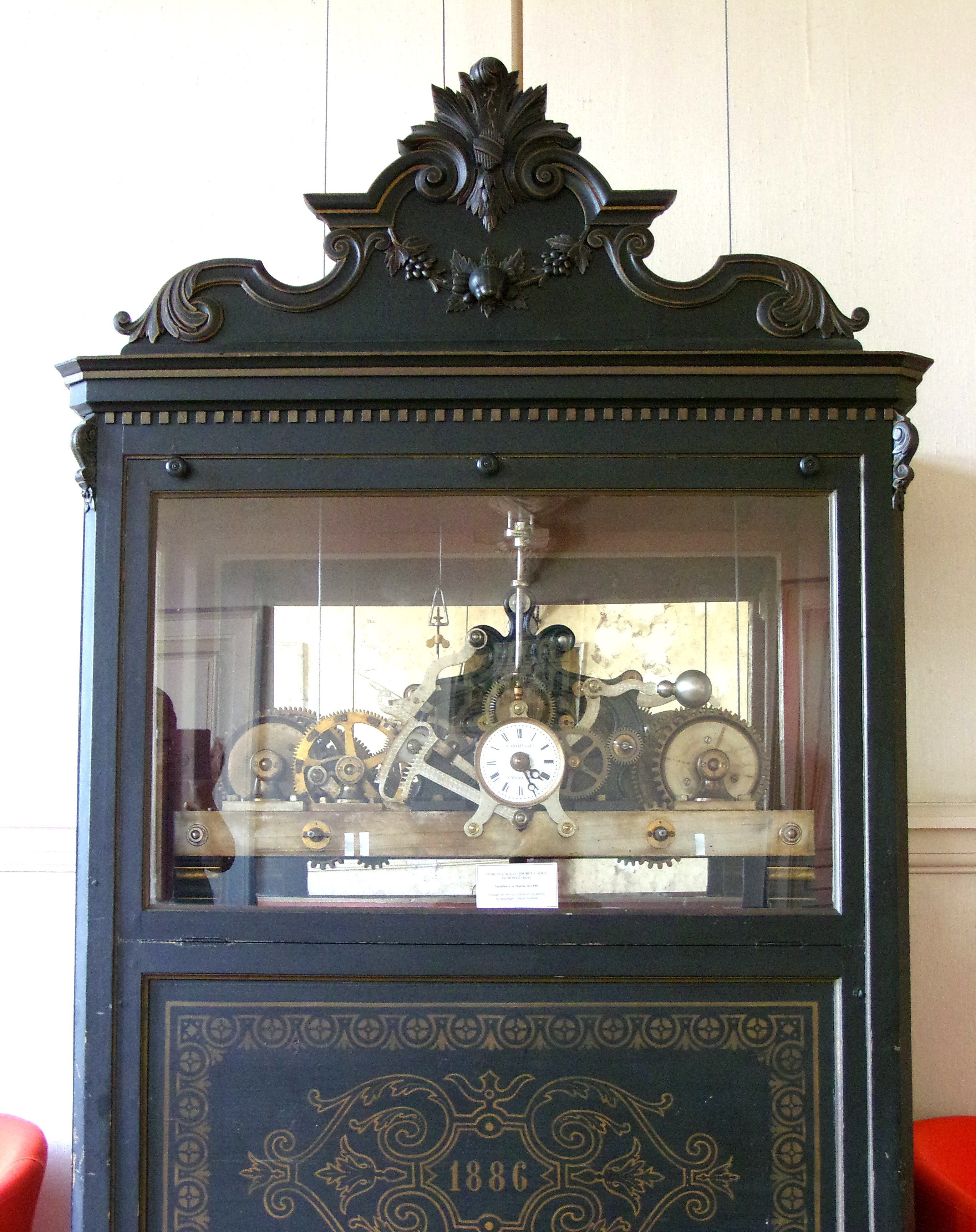
Mécanisme de l'horloge de l'hôtel de ville.

Une maison, rue Putsinus, date de la fin du XIIe ou du début du XIIIe siècle. Elle était sans doute composée d'un atelier ou d'une échoppe au rez-de-chaussée et d'un logis au premier étage, accessible par un escalier extérieur et une porte ouverte dans le pignon. La construction de l'enceinte urbaine, au XVe siècle, l'inclut dans le périmètre remparé.
L'auberge Notre-Dame-de-l'Image, du nom d'une ancienne enseigne sur un poteau devant sa façade, sur la place de la mairie, garde cette fonction d'auberge entre 1621 — c'est la date de sa première mention dans les textes, mais elle remonte peut-être à la toute fin du XVIe siècle — et 1986, date à laquelle elle est transformée en maison de retraite.
Le grand moulin établi sur l'Indre, en contrebas de la forteresse est l'ancien moulin ducal que la crue de l'Indre a emporté en 1770. Il est reconstruit puis agrandi en 1859. Restauré en 1938 puis 1954, il cesse de fonctionner en 1976 quand les derniers meuniers partent à la retraite. le bâtiment est par la suite aménagé en gîte rural.

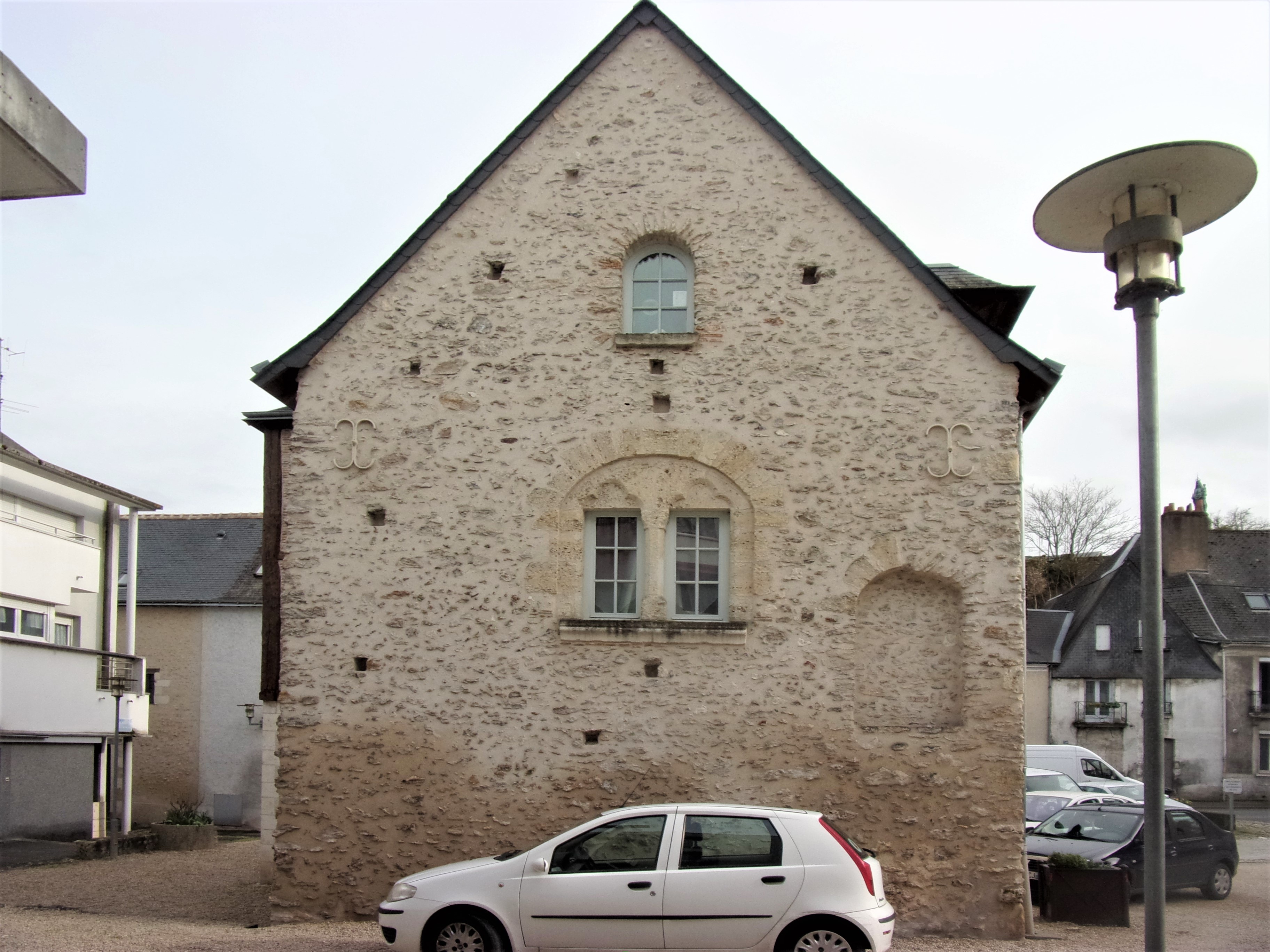
Maison médiévale de la rue Putsinus.
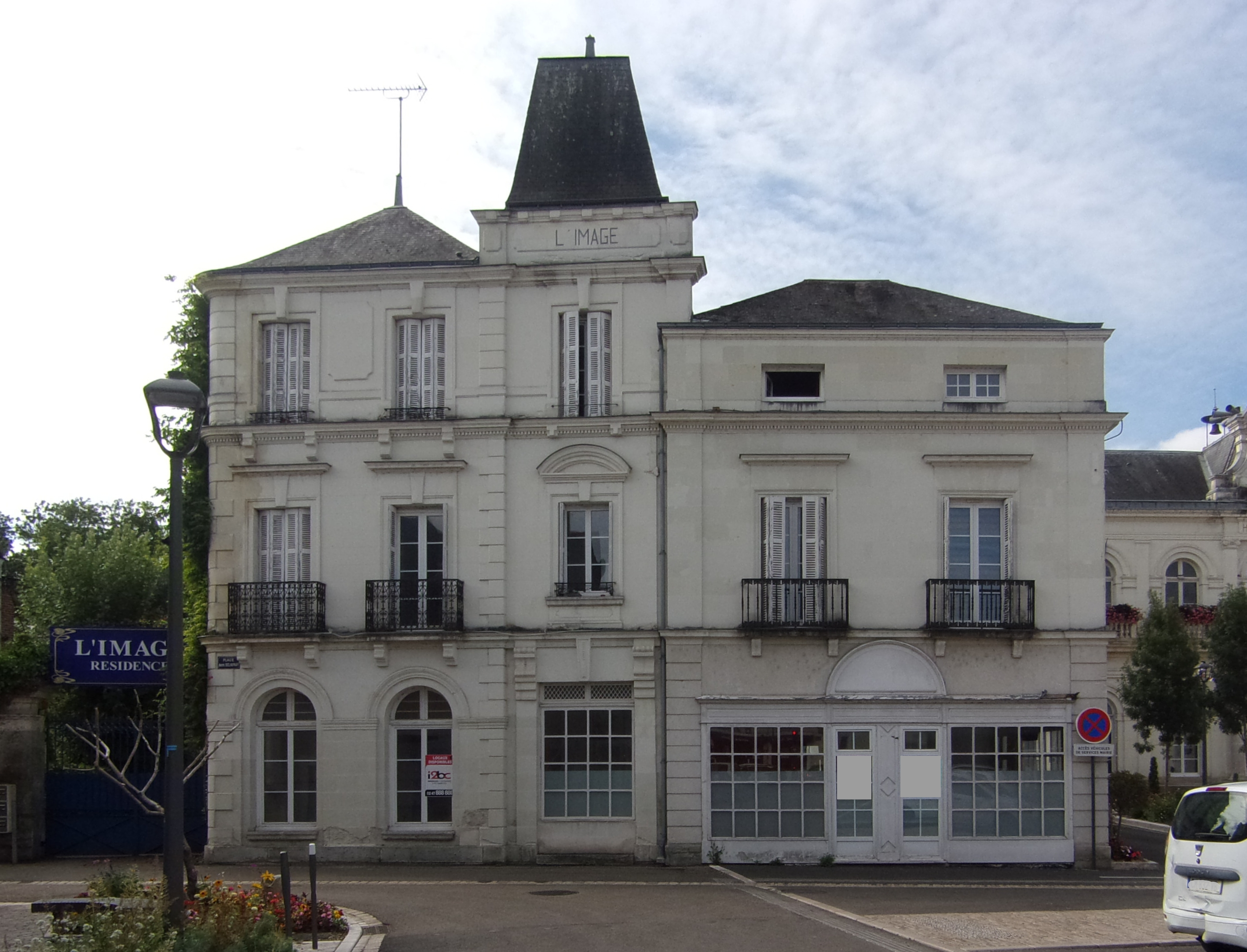
Auberge Notre-Dame-de-l'Image.
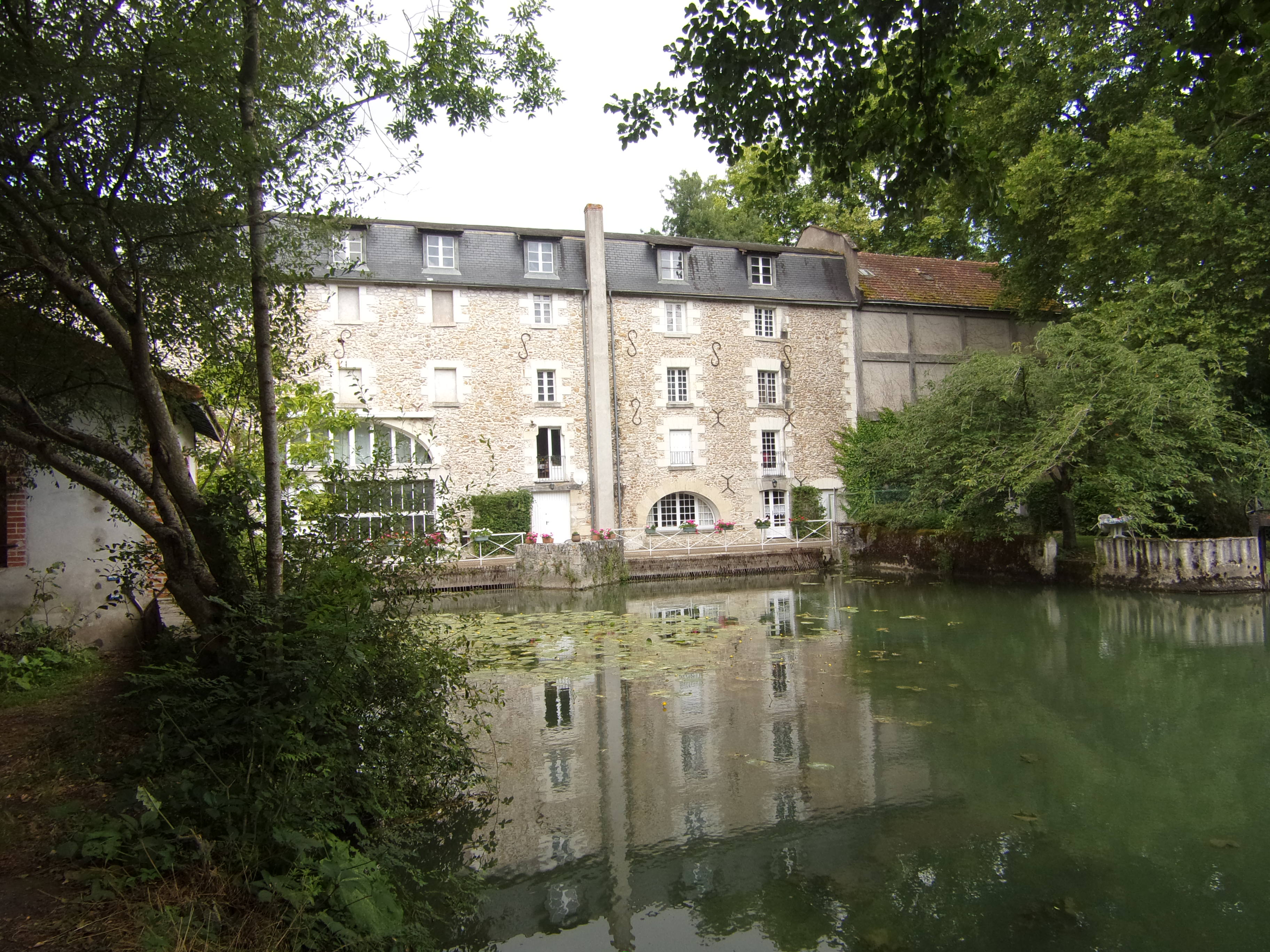
Ancien moulin ducal.

### Montbazon en littérature
Honoré de Balzac (1799-1850) a souvent visité Montbazon qui est un des sites de son roman Le Lys dans la vallée (1836) et auquel il fait souvent référence. « Là, vous eussiez dit d'un petit coin de la Suisse. La prairie, sillonnée par les ruisseaux qui se jettent dans l'Indre, se découvre dans sa longueur, et se perd en lointains vaporeux. Du côté de Montbazon, l'œil aperçoit une immense étendue verte, et sur tous les autres points se trouve arrêté par des collines, par des masses d'arbres, par des rochers ».
Le comédien et écrivain Patrick Burgel prend pour modèle une maison de Montbazon qu'il habite lui-même dans son roman La Maison qui n'oublie pas paru en 1993 et où il relate l'histoire d'une demeure qui est le siège de phénomènes paranormaux.

### Personnalités liées à la commune
Foulques Nerra (965/970-1040) est un comte d'Anjou qui fait construire, aux alentours de l'an mille, un ouvrage fortifié à Montbazon, ce qu'indique une charte de cette époque ; il est possible qu'il s'agisse du donjon dans son état primitif, qu'il perd et reprend dans sa lutte contre la maison de Blois.
Hercule de Rohan-Montbazon (1568-1654) est duc de Montbazon. C'est pour lui que Henri IV élève Montbazon au titre de duché-pairie. Il préfère pourtant habiter le château de Couzières qu'il fait reconstruire à Veigné, et c'est là qu'il meurt le 16 octobre 1654.
Jules Baillarger (1809-1890) est un médecin aliéniste né à Montbazon où son père tient l'auberge Notre-Dame-de-l'Image.
Joseph Marie François Spoturno dit François Coty (1874-1934) est un industriel parfumeur. Il fait entièrement reconstruire le château d'Artigny entre 1912 et 1932.
Sébastien Paul Guillaume-Louis (1878-1957) est un chirurgien et homme politique (radical socialiste puis SFIO). Né à Pointe-à-Pitre, il est maire de Montbazon de 1939 à 1941 puis de 1945 à sa mort en 1957. Un groupe scolaire de la commune porte son nom.
Philippe Bertault (1878-1970), est un prêtre et homme de lettres né et mort à Montbazon. Auteur d'une thèse sur Bossuet, il publie ensuite plusieurs ouvrages consacrés à l'œuvre d'Honoré de Balzac.
Lilian Whitteker (1881-1979), artiste peintre américaine, réside au château de Montbazon de 1922 à 1970. Une rue de la commune porte son nom.
William Perry Dudley (1891-1965), ami de la précédente, est propriétaire, de 1922 jusqu'à sa mort, du château de Montbazon qu'il restaure. Une des rues de la commune porte son nom.

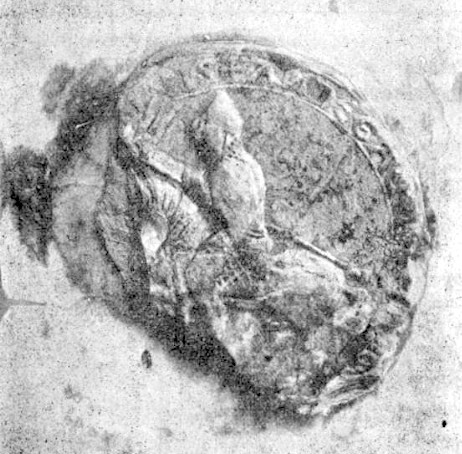
Sceau de Foulques Nerra.
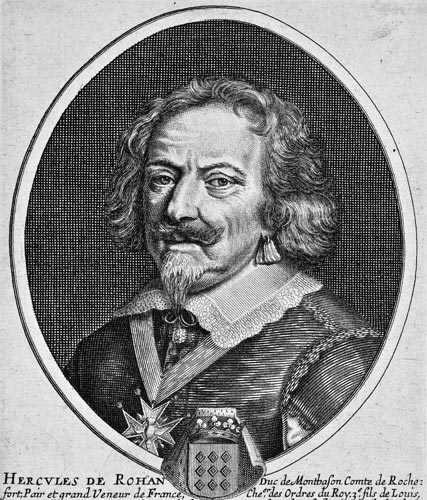
Hercule de Rohan-Montbazon.
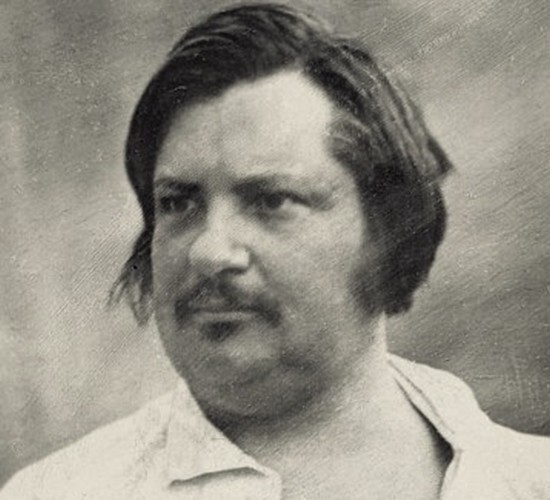
Honoré de Balzac en 1842.
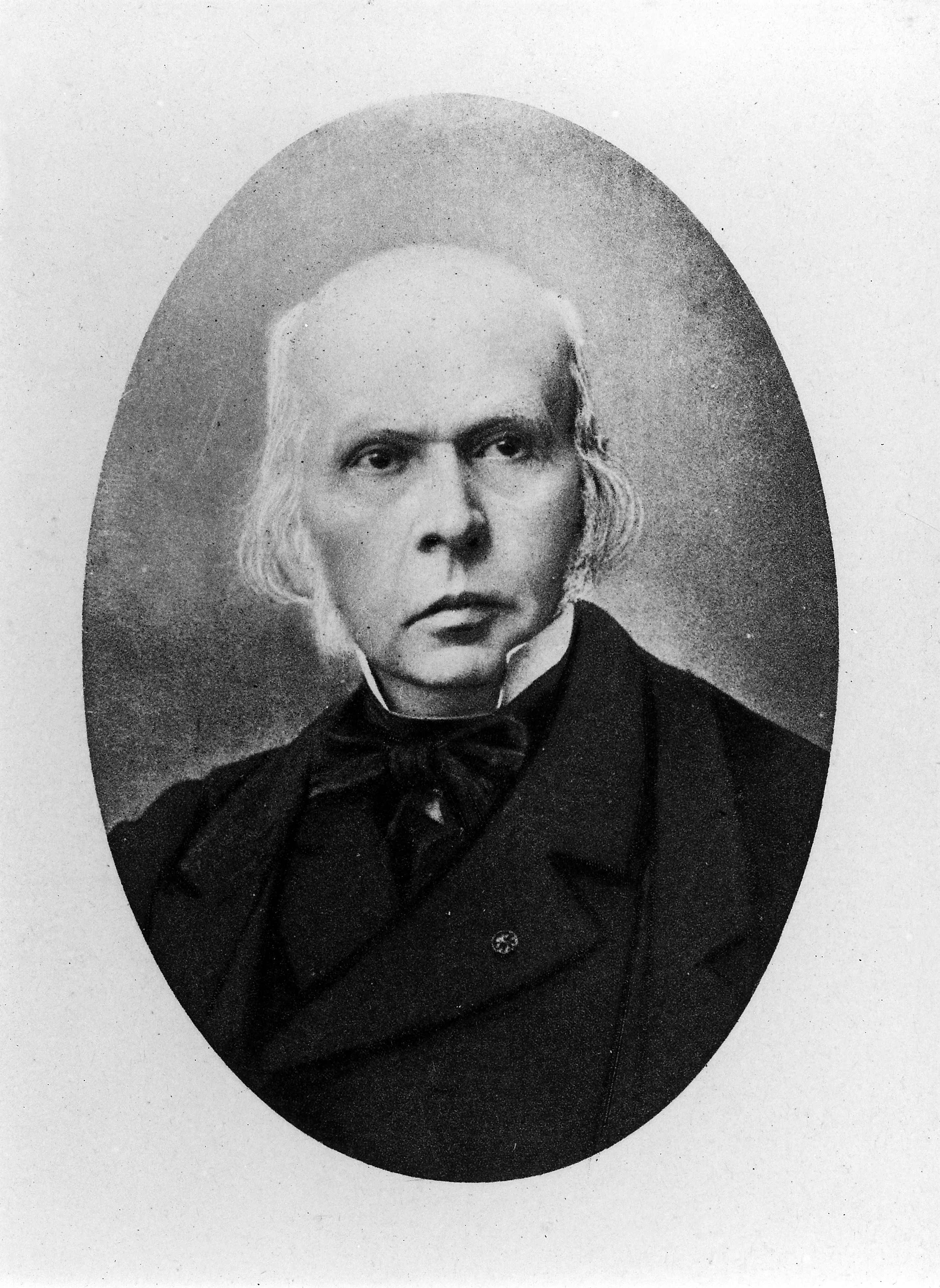
Jules Baillarger.
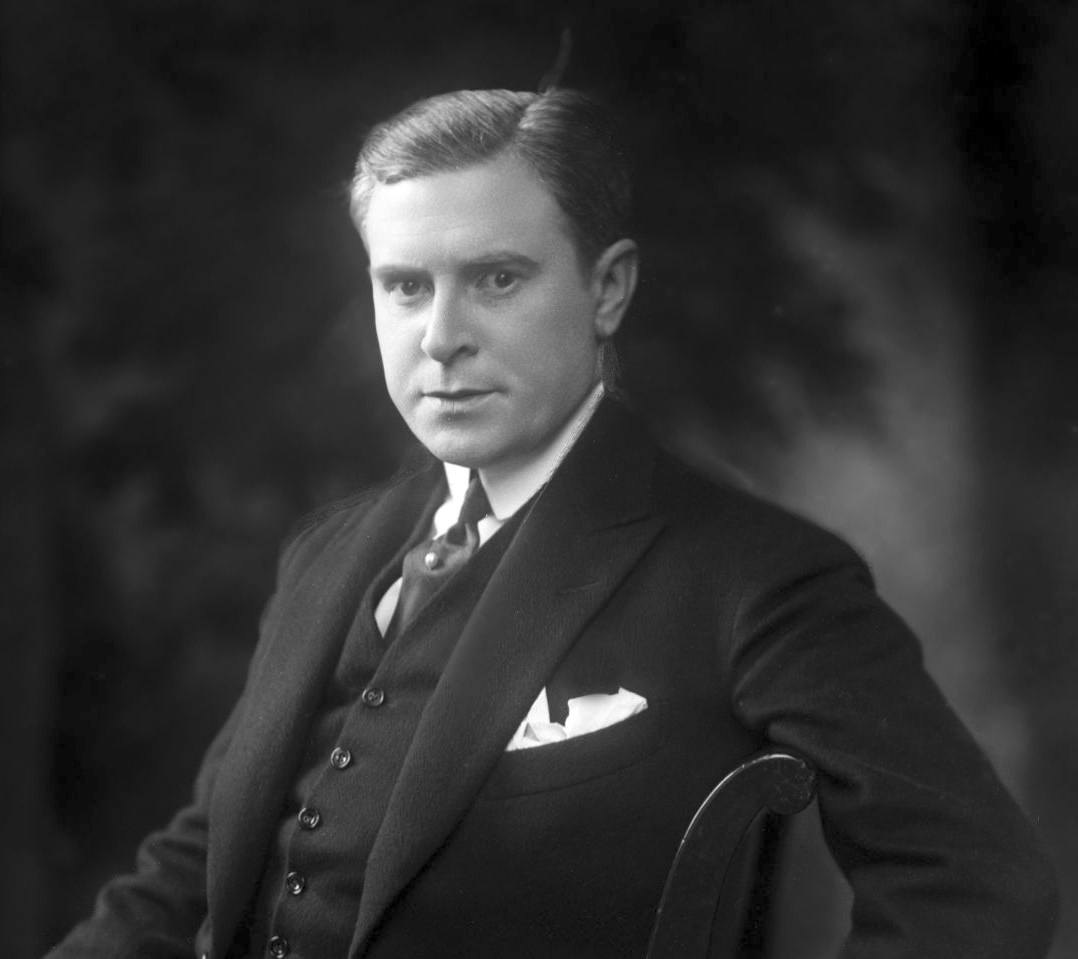
François Coty.

### Héraldique
| Blason de Montbazon | Les armes de Montbazon se blasonnent ainsi : De gueules aux neuf macles d'or accolées et aboutées, ordonnées 3, 3 et 3. Le blason est repris des armes de la famille de Rohan, propriétaire de Montbazon de 1492 à la Révolution française. |